# Union Army
De Union Army of het Grand Army of the Republic of het Federal Army of het Northern Army (Noordelijk leger)  was het leger van de Verenigde Staten van Amerika tijdens de Amerikaanse Burgeroorlog (1861 – 1865). De kern van de Union Army bestond uit een beroepsleger, aangevuld met vrijwilligers en dienstplichtigen.

## Statistieken
Tijdens het conflict dienden 2.128.948 personen in het Union Army. 178.895 personen of 8,4% was van Afro-Amerikaanse origine. 25% van de manschappen had een immigrantenachtergrond. 596.670 soldaten sneuvelden, raakten gewond of werden als vermist opgegeven. Oorspronkelijk duurde de diensttijd drie maanden. Veel soldaten tekenden daarna bij voor een periode van nog eens drie jaar.

## Oprichting van het leger

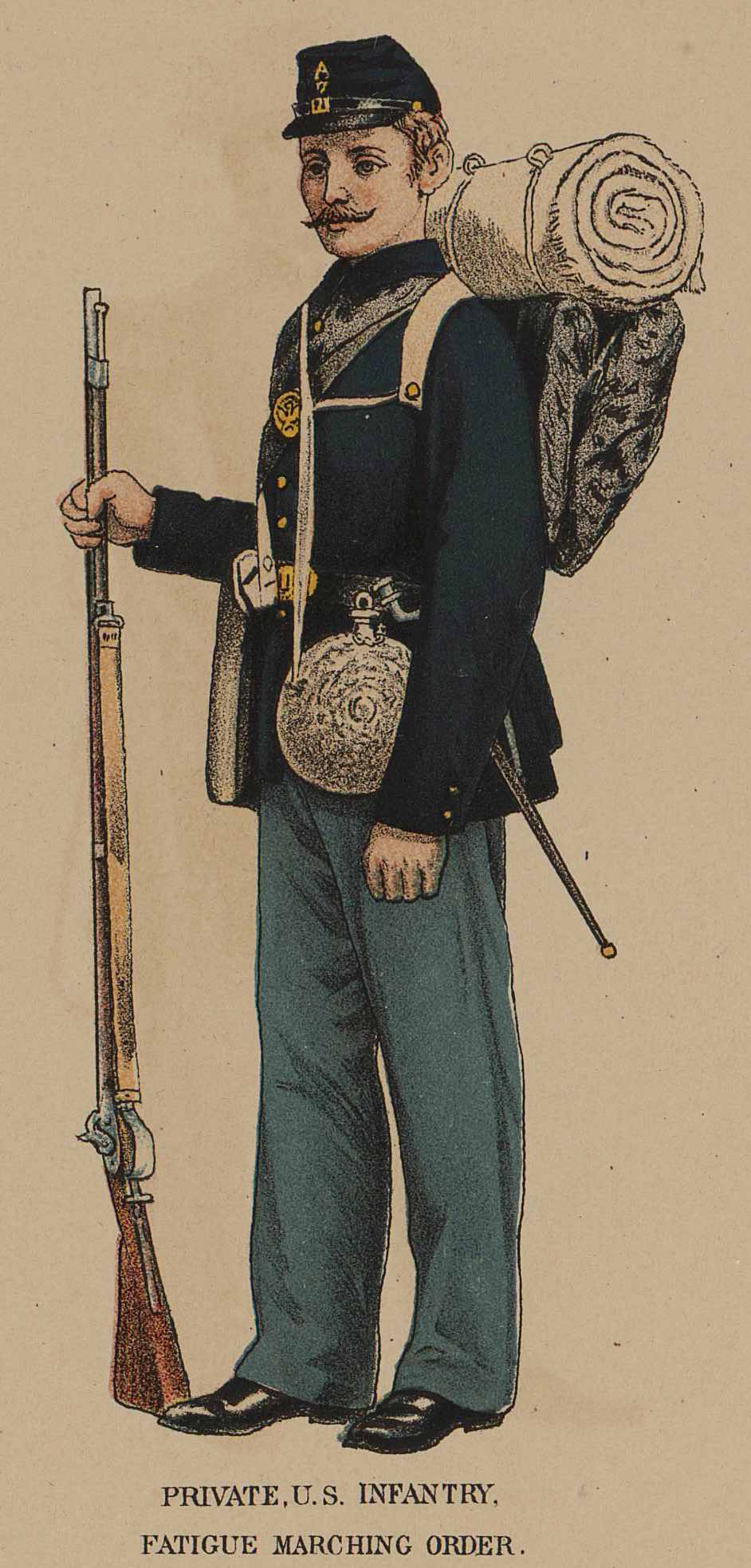
Een afbeelding van een uniform van een soldaat uit het Union Army

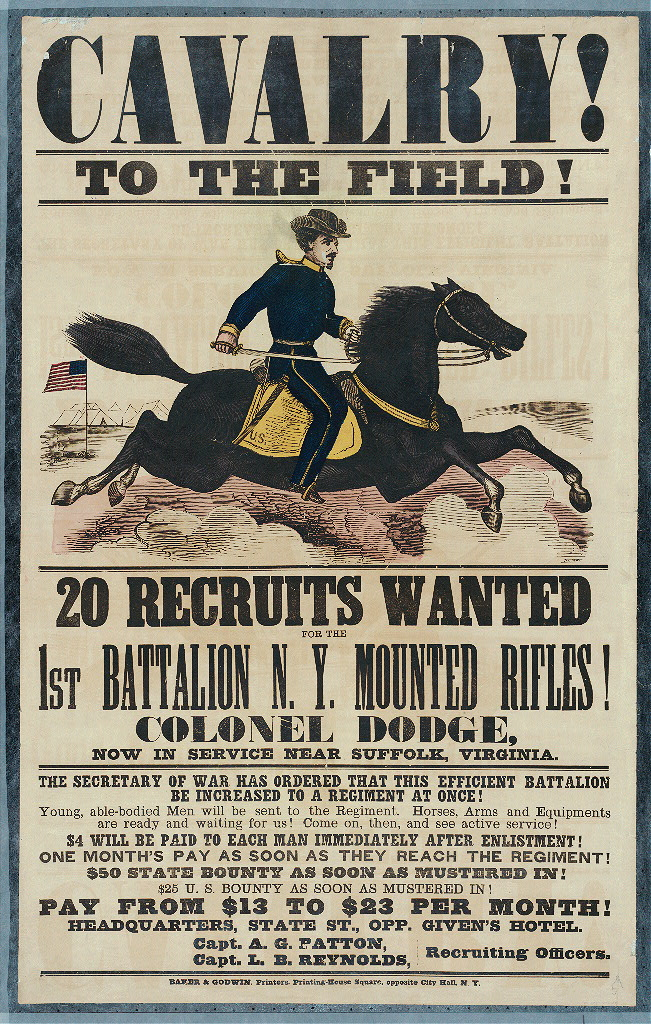
Rekruteringsposter voor het 1st New York Mounted Rifles Regiment

Toen in april 1861 de Amerikaanse Burgeroorlog uitbrak, telde het U.S. Army tien regimenten infanterie, vier regimenten artillerie, twee cavalerieregimenten, twee dragonderregimenten en één regiment van bereden infanterie. Deze regimenten waren in alle uithoeken van het land verspreid. Van de 197 compagnieën die het U.S. Army telde, bezetten 179 compagnieën 79 buitenposten in het westen. De overige 18 bemanden garnizoenen ten oosten van de Mississippi langs de Canadese grens, waarvan er één aan de Amerikaanse oostkust gelegerd lag. Dit beroepsleger bestond uit 16.367 soldaten, onder wie 1108 officieren. Ongeveer 20% van deze officieren waren afkomstig uit de Zuidelijke Staten en namen na het uitbreken van de oorlog ontslag om zich aan te sluiten bij het Confederate States Army.
Ongeveer 200 afgestudeerden van het United States Military Academy keerden terug in actieve dienst na april 1861. Bekende namen zijn Ulysses S. Grant, William Tecumseh Sherman en Braxton Bragg. Ongeveer de helft zou dienst nemen bij het Union Army, de andere helft bij het Confederate States Army.
Toen de Zuidelijke Staten zich afsplitsten van de Verenigde Staten van Amerika riep president Abraham Lincoln vanwege de beperkte omvang van het beroepsleger 75.000 vrijwilligers onder de wapenen voor een tijdsduur van drie maanden. Daarmee hoopte hij de Zuidelijke opstand neer te slaan en Washington D.C. te beschermen tegen een vijandelijke aanval.
Deze oproep voerde de druk op de grensstaten op. Vier splitsten zich af en kozen de zijde van de Confederatie, die nu elf staten sterk was. De oorlog zou veel langer duren en op een veel grotere schaal plaatsvinden dan die oorspronkelijk voorzien was, zowel door het Zuiden als door het Noorden. Op 22 juli 1861 keurde het Amerikaans Congres een wet goed om een vrijwilligersleger van 500.000 soldaten op te richten.
De eerste roep om vrijwilligers werd snel beantwoord door patriottische Noordelijken die uit de abolitionistische hoek kwamen en immigranten die over een goed inkomen beschikten. Meer dan 10.000 Duitse Amerikanen uit Pennsylvania en New York schreven zich onmiddellijk in. Ook Franse Amerikanen waren er snel bij. Toen de oorlog langer duurde, daalden het aantal vrijwilligers. Dienstplichtigen vormden een groeiend onderdeel van het Noordelijke leger. Ook namen naar schatting 100.000 mannen uit de Zuidelijke staten die sympathiseerden met het Noorden dienst in het Union Army. Tussen april 1861 en april 1865 dienden ten minste 2.128.948 personen in het Noordelijke leger, van wie het merendeel uit vrijwilligers bestond.
Aan het begin van de oorlog waren er 824 gegradueerden van de United States Military Academy in actieve dienst. Hiervan namen er 296 ontslag of ze werden ontslagen. 184 van hen sloten zich aan bij het Confederate States Army. De verhouding van beroepsofficieren was 642 voor het Noorden en 283 voor het Zuiden. Een van de officieren die ontslag nam, was kolonel Robert E. Lee, die oorspronkelijk het commando zou voeren bij het neerslaan van de Zuidelijke opstand. Lee was geen voorstander van de afscheuring van de Zuidelijke Staten, maar hij kon niet de wapens opnemen tegen zijn thuisstaat Virginia. Hij nam ontslag uit het U.S. Army en zou uiteindelijk bevelhebber worden van het Zuidelijke Army of Northern Virginia en zelfs opperbevelhebber van het Confederate States Army.
De Confederatie beschikte over verschillende militaire academies, zoals The Citadel en het Virginia Military Institute. Ze leverden minder officieren af dan de militaire academie van West Point. Reguliere soldaten hadden niet het recht ontslag te nemen. Zij moesten ofwel deserteren of wachten tot hun diensttijd erop zat voordat zij zich konden aansluiten bij het Confederate States Army. Over hun aantallen is niets bekend.

## Organisatie

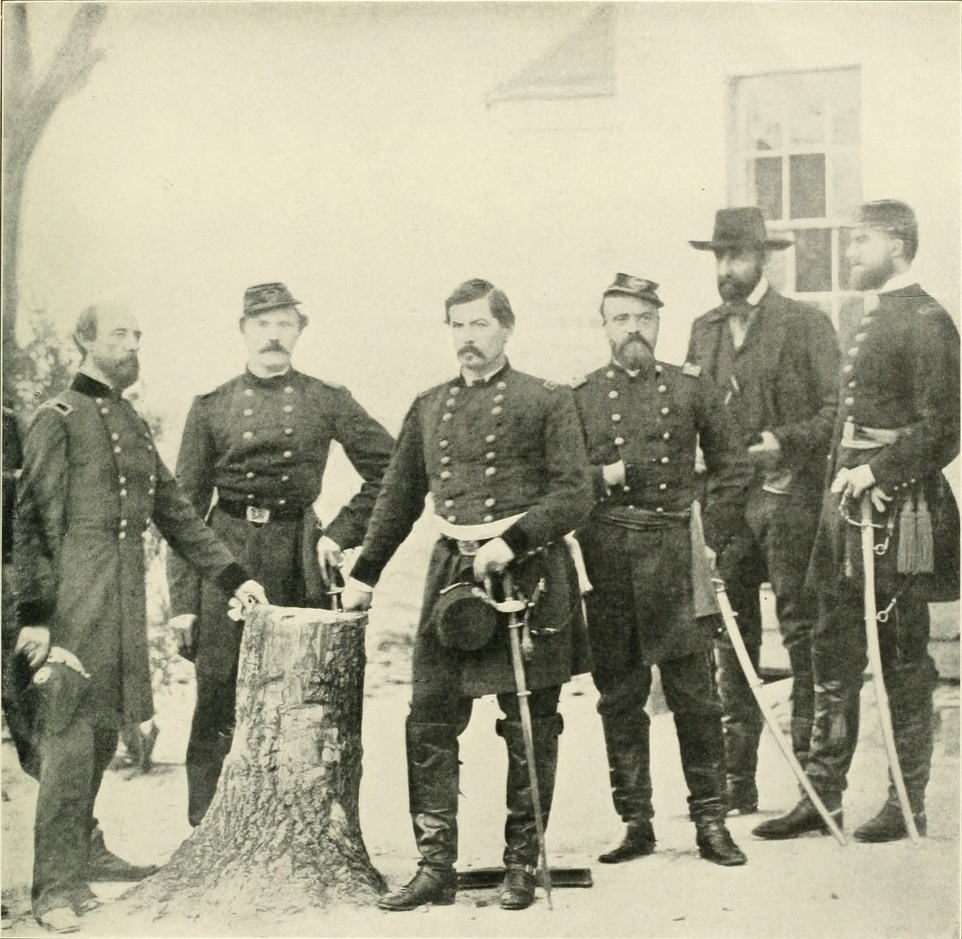
Generaal George B. McClellan met zijn staf en hoogwaardigheidsbekleders, waaronder van links naar rechts: Gen. George W. Morell, Lt. Col. A.V. Colburn, Gen. McClellan, Lt. Col. N.B. Sweitzer, Prince de Joinville (zoon van koning Lodewijk Filips I van Frankrijk) en Graaf van Parijs (de neef van de prins (volledig rechts)

### Commandostructuur
De president van de Verenigde Staten Abraham Lincoln was de opperbevelhebber van de strijdkrachten. De politieke verantwoordelijkheid werd gedragen door de minister van Oorlog. De operaties te velde werd aangestuurd door de general-in-chief.
In het begin van het conflict was Simon Cameron minister van oorlog. In januari 1862 werd hij vervangen door Edwin Stanton. De functie van bevelhebber te velde werd door verschillende opeenvolgende generaals uitgeoefend:
- Winfield Scott: 5 juli 1841 tot 1 november 1861
- George B. McClellan: 1 november 1861 tot 11 maart 1862
- Henry W. Halleck: 23 juli 1862 tot 9 maart 1864
- Ulysses S. Grant: 9 maart 1864 tot 4 maart 1869

De periode tussen 11 maart en 23 juli 1862 namen Lincoln en Stanton rechtstreeks de controle op zich. Ze werden bijgestaan door een officieus oorlogskabinet die opgericht werd op 17 maart 1862. Dit kabinet bestond uit Ethan A. Hitchcock als voorzitter. En de verschillende hoofden van de verschillende militaire departementen zoals Lorenzo Thomas (adjutant-generaal), Montgomery C. Meigs (Kwartiermeester-generaal), Joseph G. Totten (hoofd van de genie), James W. Ripley (Chief of Ordnance (munitie) en Joseph P. Taylor (verantwoordelijk voor de dienaren van het geloof).
De minister van oorlog stond aan het hoofd van het United States Departement of War die bestond uit verschillende departementen. Bij het begin van de oorlog bestonden die uit het adjutant general (HR-afdeling), inspector general (audit), paymaster-general (lonen), judge advocate general (rechtspraak), chief of engineers (genie), chief of topographical engineers (topografische dienst), quartermaster general (bevoorrading), commissary general of subsistence, chief of ordnance (munitie en wapens), and surgeon general.
Na het begin van het conflict werd het Provost Marshal General opgericht die zich bezig hield met rekrutering en onderzoeken naar desertie. Initieel maakte het sinds de oprichting op 24 september 1862 deel uit van het departement van de adjutant general. Op  mei 1863 werd het een afzonderlijk departement onder leiding van James B. Fry.  De Signal Corps werd opgericht en gecontroleerd door Albert J. Myer.
Het grote nadeel van dit systeem is dat de controle en verantwoordelijkheden van de minister van oorlog en zijn assistenten en de bevelhebber te velde niet helder gedefinieerd was. De inspanningen van de vier logistieke departmenten (Quartermaster, Subsistence, Ordnance & Medical) werden niet op elkaar afgestemd met alle problemen van dien. Dit zou niet verholpen worden tijdens de oorlog. Ondanks het bestaan van het officieuze oorlogskabinet zou het slechts met de aanstelling van generaal Ulysses S. Grant zijn dat er begin gemaakt werd van een algemene coördinatie.

### Structuur van het leger
Het Noordelijke leger bestond uit een reeks van onderverdelingen die grotendeels geografisch georganiseerd was. 

#### Union Army divisions, departments en districten
Tijdens het conflict was een militair departement een geografische militaire eenheid die de militaire organisatie en inspanningen beheerde en coördineerde. De naamgeving verwees dan ook naar geografische herkenningspunten zoals rivieren. Voorbeelden zijn de Military Division of the Mississippi, Middle Military Division, Military Division of the James). 
Een militair departement was een verzameling van verschillende divisies die verantwoordelijk was voor alle legers en militaire infrastructuur binnen hun toegewezen gebied. Soms werden ze vernoemd naar bezette Zuidelijke Staten, maar doorgaans kregen ze namen van rivieren. Voorbeelden zijn het Department of the Tennessee, Department of the Cumberland of (Department of the Pacific, Department of New England, Department of the East, Department of the West en Middle Department).
Deze indeling kon naargelang de behoefte tijdelijk onderverdeeld worden in kleinere regio’s.

#### Legers
De legers te velde werden meestal (maar niet altijd) toegewezen aan een district of departement. Een leger bestond uit één tot acht korpsen met een gemiddelde van drie korpsen.  
De grootste legers waren:
- Army of the Cumberland: dit leger opereerde voornamelijk in Tennessee en later ook in Georgia en stond onder leiding van William S. Rosecrans en George H. Thomas.
- Army of Georgia: dit leger nam deel aan Shermans Mars naar de Zee en de Carolina’s-veldtocht en stond onder leiding van Henry W. Slocum.
- Army of the Gulf: dit leger opereerde in de regio die grensde aan de Golf van Mexico een werd aangevoerd door Benjamin Butler, Nathaniel P. Banks en Edward Canby.
- Army of the James: dit leger werd in de periode 1864 – 1865 ingezet op het schiereiland van Virginia en stond onder leiding van Benjamin Butler en Edward Ord.
- Army of the Mississippi: dit leger was van tijdelijke aard en werd ingezet langs de Mississippi. In 1862 werd dit leger aangevoerd door  John Pope en William S. Rosecrans. In 1863 stond dit leger onder leiding van John A. McClernand.
- Army of the Ohio: dit leger werd voornamelijk ingezet in Kentucky. Later zou het ook slag leveren in Tennessee en Georgia. Het werd aangevoerd door Don Carlos Buell, Ambrose E. Burnside, John G. Foster en John M. Schofield.
- Army of the Potomac: het hoofdleger die het opnam tegen Robert E. Lees Army of Northern Virginia werd aangevoerd door George B. McClellan, Ambrose E. Burnside, Joseph Hooker en George G. Meade.
- Army of the Shenandoah: dit leger werd ingezet in de Shenandoahvallei en stond onder leiding van David Hunter, Philip Sheridan en Horatio G. Wright.
- Army of the Tennessee: het meest bekende leger die aan het westelijk front ingezet werd in Kentucky, Tennessee, Mississippi, Georgia en in Noord-Carolina en Zuid-Carolina. Het leger stond onder leiding van Ulysses S. Grant, William T. Sherman, James B. McPherson en Oliver O. Howard.
- Army of Virginia: dit leger stond onder leiding van John Pope tijdens de Veldtocht in noordelijk Virginia.

Ieder leger werd doorgaans aangevoerd door een Generaal-majoor. Normaal was de bevelhebber van het Departement of district eveneens de aanvoerder van het veldleger. Uitzonderingen hierop waren toen het leger bepaalde geografische grenzen overstaken.
De bevelvoerende officier had verschillende aide-de-camps en een militaire staf tot hun beschikking. De militaire staf bestond uit de vertegenwoordigers van de bevelhebbers van de cavalerie en artillerie (de infanterie werd altijd vertegenwoordigd door de bevelvoerende officier zelf) en de verschillende ondersteunende stafofficieren. Die ondersteunende stafofficieren droegen de rang van kolonel en waren de vertegenwoordigers van de verschillende ondersteunende diensten waaruit het leger bestond, zoals bijvoorbeeld een kwartiermeester.  Het aantal soldaten en officieren die deel uitmaakten van het hoofdkwartier van een leger kon zeer divers zijn. Het hoofdkwartier van generaal-majoor George Meade tijdens de Slag bij Gettysburg telde niet minder dan 3.486 personen.

### Tactische organisatie
De militaire organisatie van een Noordelijk leger was gebaseerd op de Europese tegenhangers en tradities. Het regiment vormde de tactische basis voor rekrutering, training en bewegingen. Door een veelheid aan oorzaken kon de effectieve sterkte van een regiment onderling sterk verschillen. Wijzigingen in hoe eenheden ingedeeld werden tijdens de oorlog, het verschil tussen een professioneel of vrijwilligersregiment en soms zelfs problemen met de naamgeving hadden hier een sterke invloed op. Training, bevoorrading, uitrusting, rekrutering en leiderschap hadden ook een grote invloed op de getalsterkte van een regiment.
| Name      | Commandant      | Subeenheden           | Soldaten              | Noten |
| --------- | --------------- | --------------------- | --------------------- | --- |
| Korps     | Generaal-majoor | 2–6 divisies          | 36.000                | Gemiddeld drie divisies waaronder vanaf 1863 een permanente artilleriebrigade. Zie ook het Cavaleriekorps. |
| Divisie   | Generaal-majoor | 2–6 brigades          | 12.000                | Gemiddeld drie brigades per infanteriedivisie, met twee cavaleriebrigades en tot 1863 een artilleriebatterij.                                                                                                  |
| Brigade   | Brigadegeneraal | 2–12 regimenten       | 4.000                 | Gemiddeld vier regimenten voor zowel infanterie als cavalerie. Artilleriebrigades bestonden uit vier tot zes batterijen.                                                                                       |
| Regiment  | Kolonel         | 10 compagnieën        | 1.000                 | Exacte aantal verschillende sterk en door het uitvallen van verliezen slechts enkele honderden soldaten tellen. Artillerieregimenten bestonden uit twaalf batterijen, maar waren puur administratief van aard. |
| Bataljon  | Majoor          | Kon sterk verschillen | Kon sterk verschillen | Uitzonderingen daargelaten bestond een bataljon uit meer dan twee compagnieën van een regiment of als een regiment uit niet meer dan 8 compagnieën bestond.                                                    |
| Compagnie | Kapitein        | 2 pelotons            | 100                   | Bij de cavalerie werd er gesproken van een eskadron. Het equivalent bij de artillerie was een batterij die bestond uit vier tot zes artilleriestukken van verschillende grootte.                               |

## Personeel

### Beroepssoldaten versus vrijwilligers

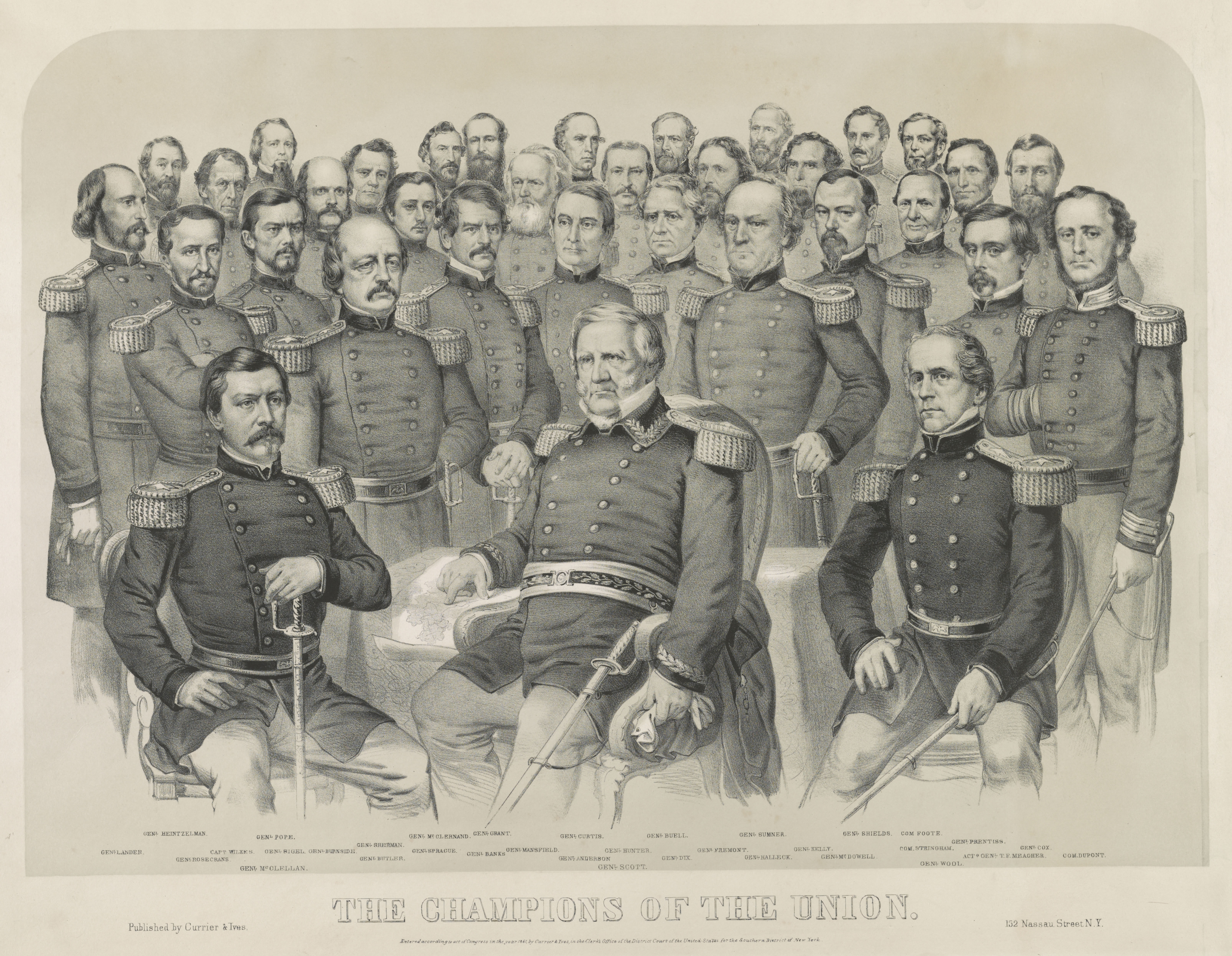
The champions of the Union, een lithografie uit 1861 door Currier and Ives

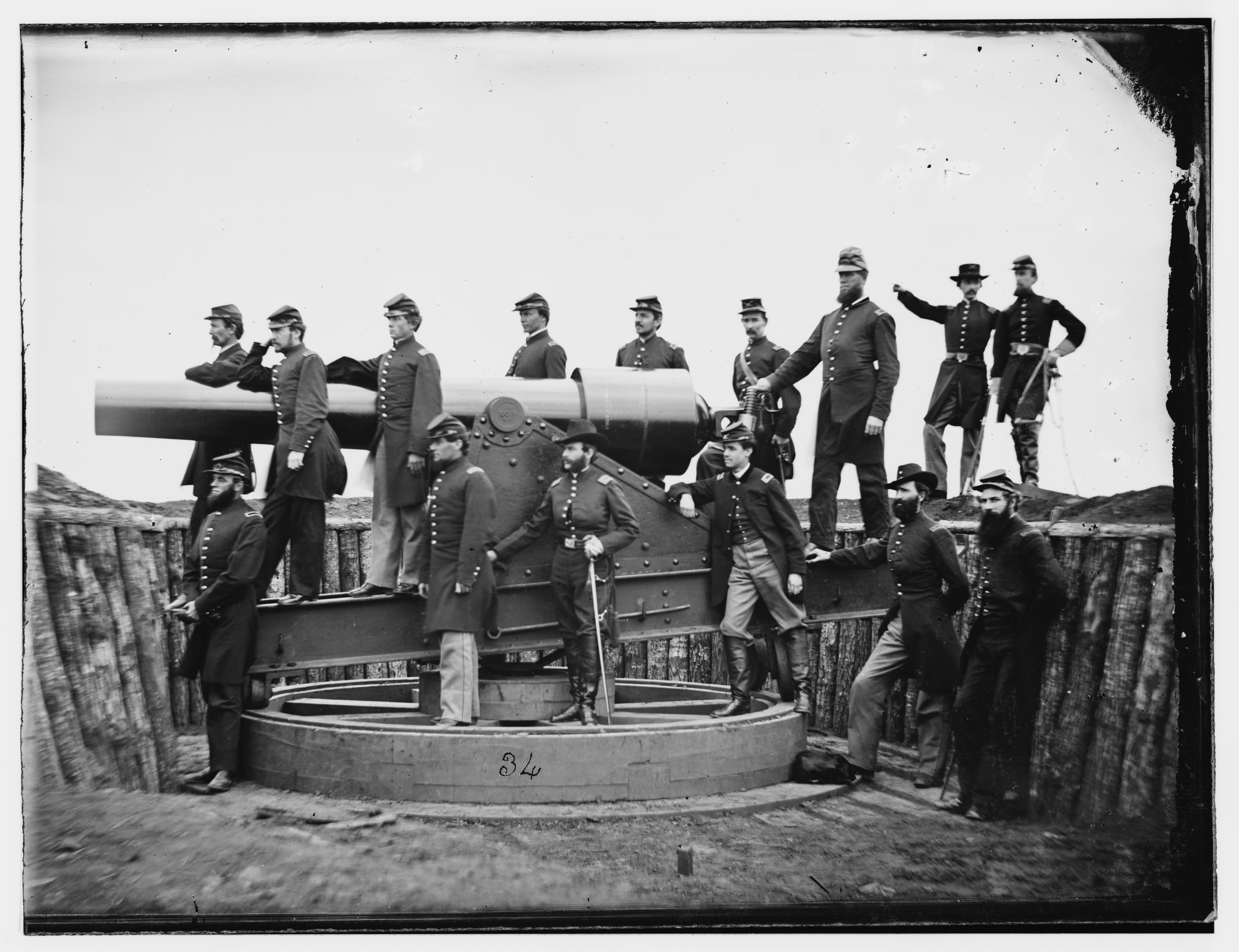
Officieren van het 3rd Massachusetts Heavy Artillery Regiment verdedigen de hoofdstad Washington D.C. in 1865

Tijdens de Amerikaanse Burgeroorlog maakte het gros van de soldaten deel uit van vrijwilligersregimenten. Voor de oorlog telde het beroepsleger slechts 16.400 soldaten en officieren. Aan het einde van de oorlog telde het Noordelijke leger meer dan 1.000.000 soldaten. 21.699 waren toen beroepssoldaten. Slechts 62.000 nieuwe soldaten en officieren werden opgenomen in de rangen van het beroepsleger. De rest gaf de voorkeur aan het vrijwilligersstatuut.
Sinds lang voor de Amerikaanse Burgeroorlog heerste er een negatieve houding tegenover het leger. Een staand leger werd gezien als een mogelijke bedreiging voor de democratie. Het ideaal, volgens veel Amerikanen, was die van een burgersoldaat waarbij de zelfredzaamheid als hoogste goed werd aangeprezen. Deze visie bleef vrijwel onveranderd tijdens de burgeroorlog. Zodanig zelfs dat de Noordelijke overwinning werd toegeschreven aan de duizenden vrijwilligers in plaats van aan het leiderschap van de reguliere officieren.  Deze animositeit heerste ook bij de beroepssoldaten waarbij de vrijwilligers doorgaans als van inferieure kwaliteit werden beschouwd.
Ondanks de wrijvingen tussen beroepssoldaten en vrijwilligers, vormde het beroepsleger de basis waaromheen het Noordelijke leger zou opgebouwd worden. Na de desastreuze Eerste Slag bij Bull Run waren het de beroepssoldaten die de achterhoede vormden terwijl de vrijwilligers in paniek van het slagveld vluchtten. Toen George McClellan het bevel op zich nam van het Army of the Potomac waren het de beroepssoldaten die de training op zich namen van de vele duizenden vrijwilligers. De opleiding van de vrijwilligers door de beroepssoldaten was van cruciaal belang op het niveau van administratie en logistiek.
Ook in het heetst van de strijd slaagden de beroepssoldaten er telkens in om zelf bij de meest ervaren vrijwilligers een diepe indruk na te laten. Bijvoorbeeld tijdens de Slag bij Gettysburg slaagden de beroepssoldaten erin om zich onder zwaar vijandelijk vuur op een gedisciplineerde wijze tactisch terug te trekken. Eén vrijwilliger verwoordde het als volgt: "Gedurende twee jaar leerden de beroepssoldaten ons om soldaten te worden. In Gettysburg leerden ze ons ook om te sterven als soldaten."  De beroepssoldaten werden de standaard waarmee de prestaties van de vrijwilligers vergeleken werden. Het werd als een compliment beschouwd voor vrijwilligers om als beter beschouwd te worden dan een beroepsregiment.

### Officieren
Officieren in het Noordelijke leger konden ingedeeld worden in verschillende categorieën. De hoogste officieren waren de generaals met luitenant-generaal als hoogste rang ingesteld op 2 maart 1864 en daarna generaal-majoor en brigadegeneraal. De volgende categorie waren de hoofdofficieren zoals de kolonel, luitenant-kolonel en majoor. Daaronder vormden de subalterne officieren de volgende categorie. Dit waren de graden van kapitein, eerste luitenant en tweede luitenant. Deze officieren maakten deel uit van de artillerie, cavalerie of de infanterie en bekleedden ook functies als stafofficier of vertegenwoordiger bij de verschillende militaire departementen. Een officier van een gevechtseenheid stond altijd hoger in rang dan een stafofficier (buiten welbepaalde uitzonderingen). Beroepsofficieren stonden hoger in rang dan hun equivalenten bij de vrijwilligers ongeacht hun aantal dienstjaren. Het gebruik van gebrevetteerde rangen werd ook veelvuldig toegepast in het Noordelijke leger. Hierbij kreeg een officier een meestal tijdelijke rang met de bijhorende verantwoordelijkheden, maar niet altijd met de bijhorende voordelen verbonden aan die rang.
De benoeming van officieren of het toekennen van commissies was verschillend bij het beroepsleger en de vrijwilligers. De president behield zich het recht voor om alle beroepsofficieren en de generaals van de vrijwilligers te benoemen. De benoeming van de lagere officiersrangen bij de vrijwilligers was het voorrecht van de president of de gouverneur van de respectievelijke staten. De laagste officieren die een compagnie onder hun leiding hadden, werden doorgaans verkozen door de soldaten zelf. Het systeem van de politieke benoemingen en/of de verkiezing van officieren in het vrijwilligersleger of militieleger was een oude traditie in de Verenigde Staten. Hoewel veel officieren gestudeerd hadden aan een militaire academie zoals West Point en veelal militaire ervaring hadden, was dit geen noodzaak om een officiersbenoeming te krijgen. Dit had regelmatig als gevolg dat incompetente officieren een snellere benoeming of promotie kregen ten nadele van capabele officieren. Door het stijgend aantal slachtoffers en klachten van hun kiezers benoemden de gouverneurs tijdens de oorlog sneller een officier met gevechtservaring boven een officier met politieke connecties.
Onder de officieren vielen er veel slachtoffers omdat ze hun troepen aanvoerden in de voorste linie of omdat ze sneller opvielen voor sluipschutters wanneer ze begeleid werden door hun staf. Zo werd Nathaniel Lyon de eerste Noordelijke officier die sneuvelde tijdens een veldslag.
Militaire rangen van de officieren
| 1861–1864                                 |                                           |                 |                 |                 |                 |         |         |                   |                   |        |        |          |          |                  |                  |                  |                  |                  |                  |
| Generaal-majoor Bevelhebber van het leger | Generaal-majoor Bevelhebber van het leger | Generaal-majoor | Generaal-majoor | Brigadegeneraal | Brigadegeneraal | Kolonel | Kolonel | Luitenant-kolonel | Luitenant-kolonel | Majoor | Majoor | Kapitein | Kapitein | Eerste luitenant | Eerste luitenant | Eerste luitenant | Tweede luitenant | Tweede luitenant | Tweede luitenant |
| 1864–1866                                 |                                           |                 |                 |                 |                 |         |         |                   |                   |        |        |          |          |                  |                  |                  |                  |                  |                  |
| Luitenant-generaal                        | Luitenant-generaal                        | Generaal-majoor | Generaal-majoor | Brigadegeneraal | Brigadegeneraal | Kolonel | Kolonel | Luitenant-kolonel | Luitenant-kolonel | Majoor | Majoor | Kapitein | Kapitein | Eerste luitenant | Eerste luitenant | Eerste luitenant | Tweede luitenant | Tweede luitenant | Tweede luitenant |

Luitenant-generaalDeze rang bestond voor februari 1864 toen ze bij wet werd vastgelegd. Een luitenant-generaal had het opperbevel van alle legers en militaire departementen te velde bij discretie van de president van de Verenigde Staten. In deze wet stond ook dat een luitenant-generaal kon worden bijgestaan door twee secretarissen en vier aides-de-camp met de rang van luitenant-kolonel en een stafchef met de rang van brigadegeneraal.
Generaal-majoorEen generaal-majoor was nominaal een bevelhebber van een divisie. Omdat er maar vrij laat in de oorlog geen hogere rangen waren, kon een generaal-majoor ook een korps, een militair departement of zelfs een leger onder zich hebben. Indien twee of meer officieren dezelfde rang hadden in het leger of departement waren het aantal dienstjaren van doorslaggevend belang om het bevel te krijgen. Een generaal-majoor kreeg een staf toegewezen van drie aides-de-camp. Deze werden door de generaal gekozen uit kapiteins of luitenants en vergezelden hem altijd, ook als hij een andere verantwoordelijkheid toegewezen kreeg. Deze drie officieren maakten geen deel uit van de stafofficieren die bij het leger of departement hoorden.
BrigadegeneraalEen brigadegeneraal was doorgaans verantwoordelijk voor een brigade. Maar kreeg net zoals de generaal-majoors soms de verantwoordelijkheid voor grotere eenheden. Ze waren verantwoordelijk voor de praktische organisatie en administratie van hun eenheid. Een brigadegeneraal had een persoonlijke staf van twee aides-de-camp die de rang hadden van luitenant.
KolonelEen kolonel was de bevelhebber van een regiment. Ook deze officieren hadden soms de verantwoordelijkheid over grotere eenheden. Ze waren verantwoordelijk voor de rekrutering, training en organisatie van hun regiment. Ze hielden parades en inspecties en waren verantwoordelijk voor de administratie van hun eenheid. Ze zorgden ervoor dat hun soldaten gekleed, gevoed, bewapend en betaald werden.
Luitenant-kolonelEen luitenant-kolonel was de hoofdassistent en plaatsvervanger van de kolonel in een regiment. Indien een regiment opgesplitst werd; kreeg de luitenant-kolonel het bevel over een detachement van vier compagnieën. Specifieke taken voor een luitenant-kolonel waren het beheren van de bezittingen van overleden officieren en het voorzitten van krijgsraden op regimentsniveau.
MajoorEen majoor was een assistent van de kolonel van het regiment en kon het bevel krijgen voer detachementen van minimaal twee compagnieën. Een majoor had dezelfde taken en verantwoordelijkheden als een luitenant-kolonel.
KapiteinEen kapitein was de bevelhebber van een compagnie en was verantwoordelijk voor de administratie daarvan. Dit omvatte het rekruteren (met goedkeuring van de kolonel) en trainen van onderofficieren, uitdelen van straffen en het voorzitten van krijgsraden, de boekhouding en het bijhouden van het aantal manschappen in actieve dienst of afwezig wegens ziekte en diens meer.
LuitenantIn het Noordelijke leger waren een drie graden als luitenant. Een eerste luitenant, een tweede luitenant en een gebrevetteerd tweede luitenant. Deze laatste rang werd toegekend aan net afgestudeerden van de militaire academie of voor hen die de rang van tweede luitenant verdienden maar voor wie geen vacante posten waren. Ongeacht hun rang waren luitenants de assistenten van de kapitein of plaatsvervanger bij afwezigheid van hun bevelvoerend officier. Dan nam de luitenant met de meeste dienstjaren het bevel op zich. Ze hadden een uitgebreid takenpakket waaronder het dagelijks tellen van de manschappen, inspecties uitvoeren en assisteren bij de boekhouding, wachtposten verdelen voor de bewaking van het kamp, verkenningspatrouilles uitsturen of een persoonlijke escorte organiseren voor een generaal en de corveediensten organiseren. Een luitenant kon ook gekozen worden om dienst te doen in een regimentsstaf of kon toegewezen worden aan de generale staf of een andere grotere eenheid.

### Onderofficieren en soldaten
Onderofficieren waren belangrijk om enerzijds de discipline te waarborgen en anderzijds de verschillende manoeuvres uit te voeren tijdens een veldslag. Sergeanten speelden hierin een cruciale rol. Deze rang werd toegekend aan de beste soldaten. Onderofficieren trainden de nieuwe rekruten en maakten er soldaten van. Hoewel de verantwoordelijk bij een kapitein lag om de soldaten te trainen in de verschillende formaties, kon een ervaren onderofficier deze rol overnemen. Onderofficieren waren ook verantwoordelijk  voor de regimentsvlag en andere vaandels. Deze dienden om de eenheid in formatie te houden en als referentiepunt tijdens gevechten. Het was doorgaans een sergeant die de Vaandeldrager was en beschermd werd door de vlaggenwacht. Deze bestond uit korporaalss die enkel het vuur openden om de  vlag te beschermen. Sergeanten konden ook dienst doen in staffuncties zoals kwartiermeester sergeant of ordonnantie sergeant (verantwoordelijk voor de munitie).
Toen de oorlog begon, was er een groot verschil tussen de onderofficieren uit het vrijwilligersleger en hun beroepsverwanten. Toen ze hun rol toegewezen kregen bij de formatie van een nieuw regiment spraken ze zowel de soldaten als de officieren aan met hun voornaam. Iets wat bij de beroepssoldaten ondenkbaar was. De discipline tussen buren en vrienden was minder rigide dan wat normaal verwacht werd. Hoewel sommige onderofficieren enige gevechtservaring hadden opgedaan in de Mexicaans-Amerikaanse Oorlog of in buitenlandse dienst, waren de meesten even onervaren als hun officieren.
Het opleiden van deze onderofficieren gebeurde na diensturen en omvatte veelal lessen gebaseerd om militaire handboeken zoals Hardee's Tactics. Een uitzondering op deze praktijk was Fort Wayne in Michigan waar officieren en onderofficieren samen opgeleid werden. Tijdens de oorlog deden de onderofficieren onschatbare ervaring op. Het bevorderen van soldaten tot onderofficieren en onderofficieren tot officieren werd meer en meer gebaseerd op gevechtservaring en betoonde moed tijdens  veldslagen.
Militaire rangen van onderofficieren en soldaten
| Sergeant-majoor | Kwartiermeester sergeant | Ordonnantie sergeant | Eerste sergeant | Sergeant | Korporaal | Musikant            | Soldaat             |
|                 |                          |                      |                 |          |           | geen rangaanduiding | geen rangaanduiding |

Sergeant-majoorDe sergeant-majoor was de hoogste in rang van de onderofficieren en diende als rolmodel voor de andere soldaten. Hij werd benoemd door de kolonel en was onder ander verantwoordelijk om orders door te geven aan de eerste sergeanten, het bijhouden van een dienstrooster met de taken van de sergeanten en korporaals en assisteerde de regimentsadjudant bij zijn dagelijkse taken. Indien er geen verantwoordelijke was voor de muziekkapel was hij ook hiervoor verantwoordelijk.
Kwartiermeester SergeantDe kwartiermeester sergeant werd benoemd door de kwartiermeester van het regiment en fungeerde als diens assistent. Hij beheerde de voorraden en was verantwoordelijk voor de werkploegen. Onafhankelijk hiervan had ieder cavaleriecompagnie recht op een kwartiermeester sergeant die eenzelfde takenpakket had maar rechtstreeks onder de eerste sergeant en de bevelvoerend officier stond.
Commissary SergeantWerd benoemd door de commissary van het regiment. Hij was verantwoordelijk voor de aankoop of opvordering van de rantsoenen en de verdeling van deze rantsoenen in het regiment. Cavaleriecompagnieën en sommige artillerie-eenheden hadden eveneens een commissary sergeant die gelijkaardige taken uitvoerde.
Ziekenhuis StewardEen ziekenhuis steward met de rang van sergeant was verantwoordelijke voor de gewonde en zieke soldaten, hun transport naar een ziekenhuis, de medicijnen en voorraden die nodig waren om een ziekenhuis operationeel te houden. Hij werd aangesteld door de kolonel op voorspraak van de dokters van het regiment. Ook de lokale afdelingen van het Ambulance Corps viel onder hun verantwoordelijkheid. De ziekenhuis stewards die werkzaam waren in ziekenhuizen hadden de verantwoordelijkheid voor al het medisch personeel (uitgezonderd de artsen). Eén steward werd voldoende geacht om een ziekenhuis van 150 bedden te leidden. Een ziekenhuis van 500 bedden werd aangestuurd door drie stewards. Een hoofd-steward was dan verantwoordelijk voor de administratie. De tweede was verantwoordelijk voor de apotheker en de derde was verantwoordelijk voor de maaltijden.
Eerste sergeantDe eerste sergeant was de hoogste in rang bij de onderofficieren en werd aangesteld door de kapitein. Naast het overzien van de sterkte van zijn eenheid, diende hij ook de orde te bewaren door eventuele arrestaties te verrichten en soldaten op te sluiten in geval van mogelijke misdaden. Hij was ook verantwoordelijk voor de voorraden van de compagnie. Hij kon bijgestaan worden door een kwartiermeester sergeant.
SergeantDe sergeanten werden gekozen uit de korporaals. Ze waren rechtstreeks verantwoordelijk voor de soldaten onder hun hoede. Iedere sergeant had een peloton soldaten onder zich en gaf hun de bevelen om hun dagelijkse taken uit te voeren. Tijdens een veldslag hielden de sergeanten de soldaten op hun plaats in de linie. Ze mochten wegvluchtende soldaten neerschieten. Ze waren eveneens verantwoordelijk voor het aflossen van de soldaten bij de wacht- en voorposten, het opsluiten van soldaten, het leidden van patrouilles en het overzien van de corveetaken. Per regiment werd één sergeant verkozen tot color sergeant om de regimentsvlag te beschermen.
Sergeanten bij artillerie hadden telkens één kanon onder hun bevel. Ze waren verantwoordelijk voor het onderhoud van het stuk en het gebruik tijdens een veldslag. Sergeanten die dienst hadden bij het Ordnance Departement (en die niet de rang van Ordnance Sergeant hadden) werkten in de verschillende arsenalen en wapenkamers. Ze waren verantwoordelijk voor de wagenmakers, smeden en wapenmakers. Een sergeant bij de genie moest naast zijn normale taken ook de nodige kennis hebben om bruggen en forten te bouwen of om andere militaire projecten te bouwen. Bij het Signal Corps assisteerde een sergeant de officier die de verschillende boodschappen diende door te sturen en leidde verkenningsopdrachten.
KorporaalDit was de laagste rang van onderofficieren. Een korporaal werd gekozen uit de beste soldaten. Ze hadden verschillende verantwoordelijkheden die ongeveer dezelfde waren als bij een sergeant. Ze traden ook op als assistenten van de sergeant. De vijf beste korporaals van een regiment werden aangesteld om samen met de color sergeant de vlag te beschermen.

### Zuidelijke Unionisten
Zuidelijke Unionisten waren burgers van de Zuidelijke staten die tegen de Geconfedereerde oorlogsdoelen waren. Andere namen waren Union Loyalists of Lincoln’s Loyalists. Oostelijk Tennessee en Virginia kende grote concentraties van deze Unionisten. Ook de zuidelijke delen van Appalachia hadden veel dissidenten. Ongeveer 100.000 soldaten uit deze regio’s dienden in het Noordelijke leger. Ze kwamen uit alle lagen van de bevolking met uitzondering van de plantage-eigenaars die juist sterk voor de Zuidelijk zaak waren.

### Etnische samenstelling

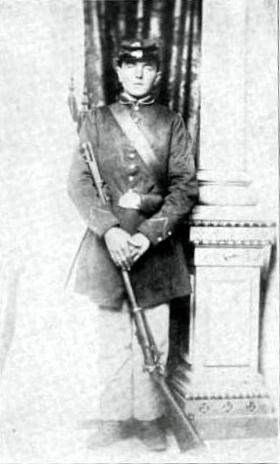
John Haag, een 21-jarige immigrant uit Duitsland, van Company B van de 26th Wisconsin Infantry Regiment in augustus 1862

Het Noordelijke leger bestond voor 66% uit blanke Amerikanen die op het Amerikaanse continent waren geboren. De rest bestond uit vele etnische groepen en immigranten. Ongeveer 25 % van de blanke soldaten hadden een immigratie-achtergrond. De Verenigde Staten kende in de jaren 1850 een sterke immigratiegolf en het merendeel van deze mensen zouden zich in de  Noordelijke staten vestigen. 
Onder deze immigranten waren de Duitstaligen de grootste groep. Tussen 1850 en 1860 kwamen meer dan één miljoen Duitsers naar de nieuwe wereld. Veel van hen ontvluchtten de Duitse staten na de revolutie van 1848. De tweede grootste groep immigranten waren de Ieren. Deze immigrant soldaten waren de meest enthousiaste binnen het Noordelijke leger. Ze verdedigden met vuur hun nieuwe thuisland en bewezen hiermee hoe patriottisch ze wel waren. Om deze nieuwe band met hun nieuwe thuisland en hun enthousiasme te belonen, werden verschillende immigranten benoemd tot generaal zoals Franz Sigel en Michael Corcoran.
| Schatting       | Herkomst |
| --------------- | --- |
| 1.400.000       | In de Verenigde Staten geboren blanke Amerikanen                                                                    |
| 216.000         | Duitsers/Duitse Amerikanen                                                                                          |
| 210.000         | Afro-Amerikanen |
| 150.000         | Ieren |
| 18.000 – 50.000 | Canadees |
| 50.000          | Engelse Amerikanen                                                                                                  |
| 49.000          | Andere (Scandinavisch, Italianen, Joodse Amerikanen, Mexicaanse Amerikanen, Poolse Amerikanen, Inheemse Amerikanen) |
| 40,000          | Franse Amerikanen/Frans-Canadese Amerikanen                                                                         |

Veel etniciteiten formeerden hun eigen regimenten. De Irish Brigade met onder andere de 69th New York, 63rd New York, 88th New York, 28th Massachusetts, 116th Pennsylvania; De Swiss Rifles (15th Missouri); de Gardes de Lafayette (55th New York); de Garibaldi Guard (39th New York); de Martinez Militia (1st New Mexico); de Polish Legion (58th New York); de German Rangers; Sigel Rifles (52nd New York, inheriting the 7th); de Cameron Highlanders (79th New York Volunteer Infantry) en de Scandinavian Regiment (15th Wisconsin). De meesten werden echter verspreidt doorheen de verschillende Noordelijke regimenten.

#### Afro-Amerikanen in het Union Army

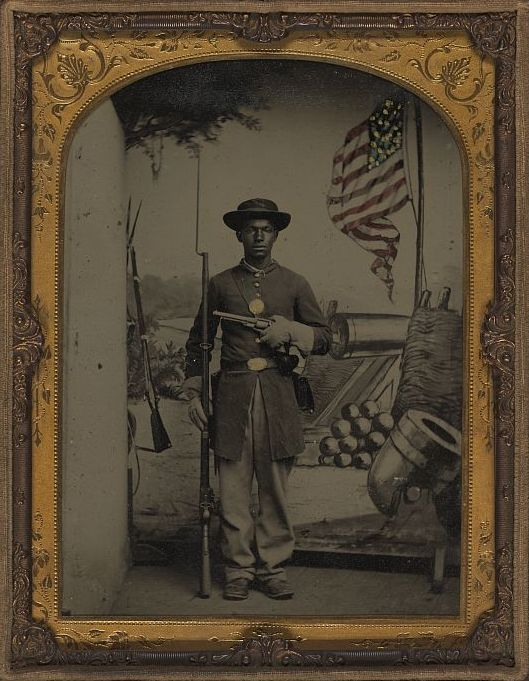
Foto van een Afro-Amerikaanse soldaat in Benton Barracks

In 1860 telde de Afro-Amerikaanse bevolking in de Verenigde Staten ongeveer 4,5 miljoen mensen. 4 miljoen waren slaven. De andere 500.000 waren vrijgeboren of vrijgelaten uit slavernij. Bij het uitbreken van de Amerikaanse Burgeroorlog probeerden veel vrije Afro-Amerikanen om dienst te nemen in het Noordelijke leger. Dit was echter nog niet mogelijk door de vele vooroordelen waarbij zwarten als slechte soldaten bestempeld werden. Ook vreesde president Abraham Lincoln dat door het in dienst nemen van Afro-Amerikanen hij de steun zou verliezen van de grensstaten die nog niet beslist hadden voor wie ze zouden vechten. Na lang aarzelen overtuigde hij het congres om in het najaar van 1862 ook Afro-Amerikanen in dienst te nemen. Dit zou leidden tot het United States Colored Troops.
Voor de officiële rekrutering hadden veel Afro-Amerikanen zich vrijwillig opgegeven om dienst te nemen in het Noordelijke leger als koks, verplegers en andere ondersteunende rollen. In enkel staten werden vrijwilligersregimenten opgericht. Enkele voorbeelden hiervan zijn de 1st Kansas Colored Infantry Regiment (het allereerste Afro-Amerikaanse regiment en ook het eerste regiment die actie zag), de 1st Louisiana Native Guard (een regiment die bestond uit vrije burgers en ontsnapte slaven die na de Slag om New Orleans bij het Noordelijke leger vochten) en de 54th Massachusetts Infantry Regiment. Dit was het beroemste Afro-Amerikaans regiment die deel nam aan de inname van Fort Wagner. Dit regimetn bewees de slagkracht van Afro-Amerikaanse soldaten en werden er 200.000 extra mannen gerekruteerd.
Zelfs toen ze hun land dienden, werden veel Afro-Amerikaanse soldaten gediscrimineerd. Ze voerden vaak de ondankbare taken uit. Sommige officieren weigerden hun in te zetten in gevechten of gaven deze soldaten inferieure wapens en munitie. Ze werden ook minder betaald. Ze kregen slechts 10 dollar in plaats van 16 dollar per maand. Dit zou pas veranderen na de druk van de publieke opinie in juni 1864. Afro-Amerikaanse regimenten werden voornamelijk aangevoerd door blanke officieren. En hoewel meer dan 100 Afro-Amerikanen tot officier benoemd werden, kregen ze nooit een hogere rang dan majoor. Als ze in handen vielen van de Zuidelijke eenheden liepen ze het risico om afgevoerd te worden als slaven of zelfs geëxecuteerd te worden.

### Vrouwen in het Union Army

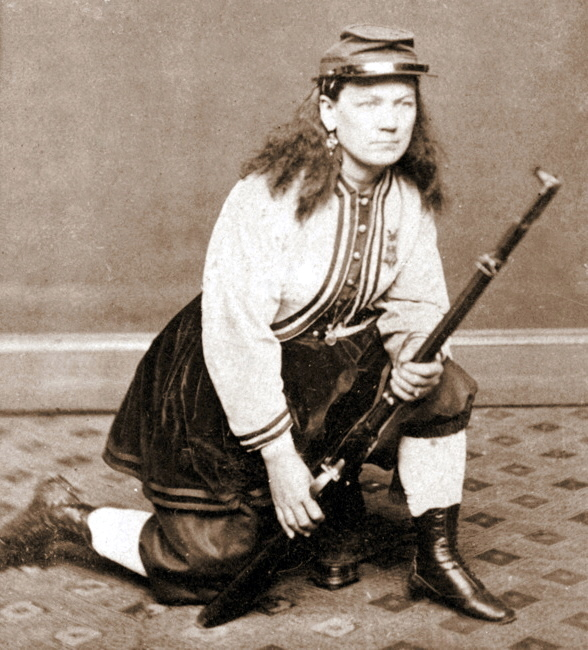
Kady Brownell, een vivandière van Rhode Island

Vrouwen namen veel taken op zich die op de achtergrond van doorslaggevend belang was voor het uiteindelijke succes van het Noordelijke leger tijdens de oorlog. Hoewel het officieel verboden was, namen verschillende vrouwen dienst in het leger om mee te vechten als soldaat. Volgens schattingen zouden verschillende honderden vrouwen zich verkleed hebben als mannen om dienst te nemen. Hoewel velen betrapt werden en ontslagen werden uit het leger, werd het bij sommigen slechts ontdekt nadat ze gesneuveld waren. Anderen werden nooit ontdekt en vochten mee tot het einde van het conflict.
Een meer traditionele rol die weggelegd was voor vrouwen was die van kampvolger. Duizenden blanke en Afro-Amerikaanse vrouwen volgden de soldaten tijdens de veldtochten en zorgden voor het eten en de was of waren verpleegster of prostituee. Veel vrouwen waren echtgenotes of familieleden die in de dagelijkse behoeften van de soldaten voorzagen. Een meer formele functie van kampvolgers was vivandière.  Oorspronkelijk was dit een marketenster, maar de rol van een vivandière was veel groter en omvatte ook taken op het slagveld. Ze droegen wapens om zichzelf te kunnen verdedigen. Ze brachten water naar de dorstige soldaten, verzorgden gewonde soldaten of droegen soms de vlag. Ook speelden ze in op de mannelijkheid van de soldaten zodat ze niet zouden vluchtten tijdens de gevechten. Een andere rol was de "dochter van het regiment".  Soms waren deze vrouwen letterlijk de dochter van een van de officieren. Ze dienden als mascotte en droegen veelal een aangepast uniform waarbij ze de soldaten aanmoedigden en bijstonden. Enkele voorbeelden zijn Anna Etheridge, Marie Tepe en Nadine Turchin.
Vrouwen dienden ook officieel in het leger als verpleegster. Velen haalden hun inspiratie bij Florence Nightingale die had gediend in de Krimoorlog. In het begin was er veel verzet door de vele vooroordelen. Vrouwen werden als te delicaat en fragiel beschouwd. Of hun sociale status verbood (ongetrouwde) vrouwen om te gaan met duizenden soldaten in moeilijke omstandigheden. Uiteindelijk keurde het Amerikaanse congres het inzetten van verpleegsters goed. Dorothea Dix werd aangesteld als hoofd van de verpleegster van het leger. Ze was verantwoordelijk voor het aanwerven en trainen van verpleegsters. Het was een beroep met vele gevaren. Het waren lange werkdagen waarbij ze  in aanraking kwamen met veel besmettelijke ziektes, erge verwondingen en de dood. Vaak kwamen de verpleegsters in conflict met de mannelijke artsen over allerhande zaken. Tienduizenden vrouwen diende als verpleegster in het Union Army. Enkele namen zijn Clara Barton, Susie King Taylor, Mary Edwards Walker en Louisa May Alcott.
Een ander essentiële functie die vrouwen op zich namen was spionage. In de beginjaren waren vrouwen in het voordeel (wegens hun onschuld en “frêle” karakter) om te werken als spionnen, verkenners, smokkelaars en saboteurs. Toen de vijand doorhad dat vrouwen deze rollen vervulden, werden ze na ontdekking niet geëxecuteerd zoals hun mannelijke tegenhangers. Ze werden voor lange periodes opgesloten in gevangenissen. Veel documenten en informatie werd uit veiligheidsoverwegingen vernietigd. Hierdoor zijn maar weinig namen bekend. Toch zijn enkele namen bewaard gebleven voor de geschiedenis zoals Harriet Tubman, Mary Louvestre, Pauline Cushman, Elizabeth Van Lew en Mary Bowser.

## Administratie en diensten van het leger

### Department van de adjudant-generaal
De functies en verantwoordelijkheden van het Departement van de adjudant-generaal of Adjutant General's Department (AGD) waren zeer divers tijdens de Amerikaanse Burgeroorlog. Hun hoofdtaak was het behandelen van de militaire briefwisseling tussen de president, de minister van oorlog en de opperbevelhebber van het leger enerzijds en de rest van het leger anderzijds. Andere belangrijke functies was de administratie rond rekrutering, het benoemen van kapelaans, het bijhouden van de personeelsdossiers en het uitvaardigen van instructieboekjes en andere documenten. Tijdens de oorlog werden verschillende functies aan nieuwe departementen gegeven of kwamen er nieuwe in de plaats. De rekrutering van nieuwe vrijwilligers en dienstplichtigen en ook het waarborgen van de discipline binnen het leger (waaronder ook verzuim en desertie vielen) werd de verantwoordelijkheid van het nieuwe departement van de Porvost Marshal General’s bureau vanaf mei 1863. Ook de afdeling die verantwoordelijk was voor het uitwisselen van gevangenen werd afgesplitst en doorgegeven aan de Commissioner for the Exchange of Prisoners. Het Bureau of Colored Troops was daarentegen een nieuw onderdeel die binnen het AGD opgericht werd. In het laatste jaar van de oorlog kreeg het AGD de taak om documenten te verzamelen die zouden leiden tot het The War of the Rebellion: A Compilation of the Official Records of the Union and Confederate Armies.
Bij de start van de oorlog telde het AGD slechts veertien beroepsofficieren waaronder een kolonel, een luitenant-kolonel, vier gebrevetteerde majoors en acht gebrevetteerde kapiteins. In augustus 1861 werd de bevelvoerend officier bevorderd tot generaal-majoor en werd het aantal officieren op twintig gebracht. In het najaar van hetzelfde jaar kreeg het AG twee kolonels, vier luitenant-kolonels en dertien majoors. Het departement nam  eveneens een aantal burgers in dienst voor de dagelijkse administratie. Deze stonden onder toezicht van een tiental onderofficieren. Doorheen de oorlog zou ook hun aantal toenemen. Tegen 1865 was het departement uitgegroeid tot een dienst met vijfentachtig extra majoors en 256 extra kapiteins.
Leiding
Kolonel Lorenzo Thomas werd op 7 maart 1861 benoemd tot Adjudant generaal van het leger. En dit een dag nadat zijn voorganger Samuel Cooper zijn ontslag had ingediend en zich had aangesloten bij de Confederatie. Thomas bleef gedurende de oorlog werken voor het departement. Na een aanvaring met minister van oorlog Stanton kreeg hij echter een andere taak toegewezen als hoofd van de rekrutering van gekleurde regimenten aan het westelijk front. Vanaf maart 1863 werd zijn assistent, kolonel Edward D. Townsend waarnemend hoofd van het departement in Washington.

### Bureau of Military Justice
Het bureau of military justice of het bureau voor de militaire rechtspraak bestond reeds sinds de oprichting van het U.S. Army. Bij het begin van de burgeroorlog bestond het bureau uit één majoor en enkele administratieve krachten die geen militair waren. Kort na het uitbreken van het conflict keurde het Amerikaanse congres formeel het departement van de Judge Advocate General of JAG goed.  De hoofdtaken van dit departement waren het onderzoeken van misdaden en het uitvoeren van krijgsraden, het op schrift stellen van het oorlogsrecht en de militaire wetgeving. Ze hielden ook alle documenten bij die betrekking hadden op krijgsraden en probeerden de jurisdictie te bepalen tussen militaire en burgerlijke rechtbanken in tijden van oorlog.
Om aan de toenemende vraag tegemoet te komen van een steeds groeiend leger werd in juli 1862 beslist om de bevelvoerend officier van het departement te bevorderen tot kolonel. De president kreeg de bevoegdheid om voor ieder veldleger een rechter of judge advocate aan te stellen met de rang van majoor. Deze officieren dienden de bevelhebbers van het leger bij te staan met juridisch advies, de rechtszaken te behandelen en de administratie die hiermee gepaard gaat bij te houden. Later in datzelfde jaar werd er wetgeving goedgekeurd waarbij in het JAG eveneens de procedure van hoger beroep mogelijk werd. De dienst werd nu geleid door een brigadegeneraal met een kolonel als assistent. De administratie werd licht uitgebreid.
Tijdens de oorlog slaagde het departement erin om zijn taken naar behoren uit te voeren en dit ondanks de toenemende complexiteit van de rechtspraak. Eén van hun belangrijkste verwezenlijkingen was de Lieber Code. Deze codex werd gepubliceerd in 1865 en omvatte alle precedenten, uitspraken en commentaren omtrent de militaire rechtspraak en werd de basis van de US military law.
Leiding
Bij het begin van de burgeroorlog stond majoor John F. Lee aan het hoofd van het bureau tot Joseph Holt op 3 september 1862 officieel benoemd werd tot JAG. Holt speelde een doorslaggevende rol in het uitbouwen van het departement en zat de belangrijkste en meest gevoelige rechtzaken zelf voor.

### Bureau of Refugees, Freedmen, and Abandoned Lands
In maart 1865 werd het Bureau of Refugees, Freedmen, and Abandoned Lands of het bureau voor  vluchtingen, vrijgelaten slaven en verlaten eigendom opgericht. Dit bureau was verantwoordelijk om de vluchtelingen en de vrijgelaten slaven bij te staan en te voorzien in de eerste behoeftes. Ze kregen ook de taak om alle geconfisqueerde landerijen en verlaten eigendommen te beheren tot er een gepaste oplossing voor gevonden werd. Het departement werd geleid door een commissaris. Hij had per Zuidelijke staat een assistent-commissaris  en een kleine staf met een stafchef en negen administratieve bedienden. Generaal-majoor Oliver Otis Howard werd benoemd tot hoofd van dit bureau en zou het leiden voor de rest van zijn loopbaan. Dit bureau kreeg veel kritiek tijdens de reconstructieperiode omdat de geboden hulp ondermaats was. Het speelde wel een belangrijke rol in de scholing van voormalige slaven en arme blanken.

### Corps of Engineers
Het Corps of Engineers of de genie was voor het begin van de oorlog een klein onderdeel van het leger. Het speelde echter een belangrijke rol tijdens en vooral na de oorlog. Dit korps was verantwoordelijk voor de United States Military Academy, de belangrijkste militaire academie in West Point in New York. Het leverde de officieren voor alle onderdelen van het leger. De beste studenten werden opgenomen in het geniekorps. Hun hoofdtaak omvatte niet alleen de militaire bouwwerken zoals het bouwen van fortificaties maar ook de niet militaire projecten zoals kanalen, bruggen en andere kleinere projecten. De soldaten van de genie traden op als sappeurs tijdens veldslagen. Ze hielpen om pontonbruggen te bouwen, wegen en bruggen te herstellen, loopgraven te graven en verkenningen uit te voeren.
Voor de Amerikaanse Burgeroorlog bestond het geniekorps uit 48 officieren en 1 compagnie van 150 soldaten. Engineer Company A werd opgericht tijdens de Mexicaans-Amerikaanse Oorlog en was de eenheid die president Abraham Lincoln beschermde tijdens zijn inauguratierede. In augustus 1861 werden nog drie nieuwe compagnieën opgericht. Met de reeds bestaande werd hiermee het 1st Engineer Battalion) opgericht. Er werden twee luitenant-kolonels, vier majoors en zes luitenanten toegevoegd aan het korps. Het bataljon had geen vast hoofdkwartier en stond onder leiding van de officier met de langste staat van dienst. Toen in maart 1863 het Corps of Topographical Engineers ontbonden werd en opgenomen werd in he geniekorps, werd het nieuwe korps onder leiding geplaatst van een brigadegeneraal met een verder compliment van vier kolonels, tien luitenant-kolonels, twintig majoors, dertig kapiteins, dertig eerste-luitenants en tien onderluitenants.
Het US Engineer Battalion was toegevoegd aan het Army of the Potomac maar had te weinig slagkracht om eenheden naar andere fronten van he conflict te sturen. Daarom werden een aantal vrijwilligers genieregimenten opgericht zoals het 1st Michigan Engineers and Mechanics Regiment, het 1st New York Engineer Regiment en het 1st United States Veteran Volunteer Engineer Regiment. Toch werd het meeste werk verricht door reguliere soldaten onder leiding van officieren met een relevante opleiding.
Leiding
- Joseph Gilbert Totten: 7 december 1838 tot 22 april 1864
- Richard Delafield: 22 april 1864 tot 8 augustus 1864

### Corps of Topographical Engineers
Het Corps of Topographical Engineers of de topografische dienst werd opgericht in 1831 met een drieledige opdracht: ontdekken van nieuwe gebieden, het opmeten en het in kaart brengen van alle gebieden met nadruk op de Westelijke Verenigde Staten. Bekende namen van Topographical engineers of (or "topogs") waren John C. Frémont, Howard Stansbury, William H. Emory en Gouverneur K. Warren. Ze speelden een cruciale rol in de westwaartse expansie van de Verenigde Staten.  Tijdens de oorlog werd meer de nadruk gelegd op verkenning, het bouwen van defensieve constructies en het maken van landkaarten voor het leger. Het takenpakket van de topografische dienst en die genie liep meer en meer gelijk tot op het punt dat de topografische dienst ontbonden werd en opging in het geniekorps in maart 1863.
Tijdens de oorlog telde de dienst 45 officieren. In augustus 1861 werden hun rangen versterkt met twee luitenant-kolonels, vier majoors en zes luitenanten. Er waren geen reguliere soldaten verbonden aan deze dienst. Het congres keurde wel de formatie goed van een compagnie voor de topografische dient naar het model van de genie, maar deze compagnie kwam nooit van de grond. Het effectief van de dienst verminderde door pensioenen, overlijdens, officieren die naar het Zuidelijke leger trokken of benoemd werden bij vrijwilligerseenheden. De overgebleven officieren zouden uiteindelijk deel gaan uitmaken van het geniekorps.
Hun belangrijkste rol, zelfs na het samengaan met het geniekorps, was het maken en verspreiden van goede landkaarten voor het leger. Elk veldleger had zijn eigen topografische dienst die onder leiding stond van een genieofficier. Deze teams bestonden uit technisch tekenaars en assistenten bewapend met drukpersen, fotografische en lithografische hulpmiddelen.
Leiding
De chef van de topografische dienst bij de aanvang van de oorlog was kolonel John James Albert. Kolonel Albert lag aan de basis van deze dienst toen hij na veel lobbywerk in het congres deze onafhankelijke dienst in 1838 kon oprichten. Hij ging met pensioen in september 1861. Hij werd vervangen dor Stephen Harriman Long die de dienst leidde tot aan de opheffing van de dienst in 1863. Daarna bleef Long in dienst van het geniekorps als een van de leidinggevende officieren.

### Inspector General's Department
Het Inspector General’s Department of het inspectoraat-generaal bestond niet toen de Amerikaanse Burgeroorlog uitbrak. Er was geen centraal gestuurd departement die aan de hand van vooraf gedefinieerde regels het leger of onderdelen daarvan kon doorlichten. Er waren wel twee Inspector Generals (IGs) met de rang van kolonel die ad hoc inspecties uitvoerden om de paraatheid en organisatie van het leger door te lichten. Deze waren verbonden aan het ministerie van oorlog. Tijdens de oorlog werden de verantwoordelijkheden voor de IG talrijker. Hun taken veranderden constant. Telkens als er een nieuw probleem zich voordeed was hun reactie om een inspecteur aan te stellen om het te analyseren en aan te pakken. Uiteindelijk resulteerde dit in een nieuw departement die opgericht werd in januari 1863 met als standplaats Washington D.C. Er werd werk gemaakt van standaardprocedures die de inspecteurs te velde dienden te gebruiken om hun werk op een uniforme manier verrichten.
In augustus 1861 keurde het congres de benoeming goed van twee extra IGs met de rang van kolonel en vijf assistenten met de rang van majoor die uit het beroepsleger afkomstig waren. Dit aantal bleef tijdens de oorlog stabiel. Toen het een onafhankelijke dienst werd met kantoren in Washington werden niet militaire administratieve krachten aangeworven. Het congres bepaalde ook dat ieder geografisch departement, leger, korps, divisie en brigade een IG of assistent IG zou toegewezen krijgen. Om deze posten te bemannen dienden ze hun rekruten te zoeken binnen het beroeps-of vrijwilligersleger of andere departementen van het ministerie van oorlog.
Het inspectoraat had het niet altijd gemakkelijk tijdens de burgeroorlog. De openlijke vijandigheid en tegenwerking van leger en ander commandanten enerzijds en de soms slechte kwaliteit van de IGs zelf zorgden voor de nodige problemen. Toch slaagden ze erin om de verschillende uitdagingen te overwinnen. Zo werd de fraude, omkopingspraktijken en andere onfrisse praktijken kordaat aangepakt.
Leiding
In het begin van de oorlog was kolonel Sylvester Churchill de senior IG van het leger met kolonel Joseph K. Mansfield als de junior IG. Churchill nam in april 1861 ziekteverlof en ging met pensioen in september van datzelfde jaar. Mansfield werd bevorderd tot generaal-majoor en kreeg de leiding over een gevechtseenheid. Kolonel Henry L. Scott nam Mansfields plaats in. Toen Churchill uiteindelijk met pensioen ging, werd hij vervangen door kolonel Randolph Marcy. Hij was de schoonvader van  George McClellan. Omdat Marcy chef was van McClellans staf nam hij zijn nieuwe functie pas op na de Slag bij Antietam. Ondertussen was de verstandhouding tussen McClellan in Stanton zo slecht geworden dat dit ook gevolgen had voor Marcy. Hij werd op inspectierondes gestuurd naar verschillende afgelegen departementen. De de facto leider van het inspectoraat-generaal was kolonel Delos Sacket tussen januari 1863 en maart 1864 en kolonel James Allen Hardie voor de rest van de oorlog.

### Medical Department
Het Army Medical Department (AMD) of medische dienst was na het Quartermaster’s Departement het grootste en meest complexe departement. Tot hun taak behoorde het verzorgen van zieke en gewonde soldaten, het inrichten en operationeel houden van veldhospitalen en ziekenhuizen, het aankopen en verdelen van medicijnen, medisch materieel, hospitaaleten en andere benodigdheden voor hun dienst. Het bouwen van ziekenhuizen en veldhospitalen en het evacueren van gewonden en gesneuvelden behoorden initieel niet tot hun kerntaken. Tijdens de oorlog zou het wel enkele van deze taken op zich nemen. In maart 1864 kreeg het medisch departement de verantwoordelijkheid over de U.S. Ambulance Corps die de gewonden afvoerde en de medische bevoorradingscolonnes. In december kregen ze de taak erbij om militaire ziekenhuizen te bouwen en uit te rusten. In februari 1865 kwamen hospitaalschepen en hospitaaltreinen erbij. Andere taken zoals het verzorgen van gewonde veteranen en hun families, vluchtelingen en bevrijde slaven; het bijhouden van medische gegevens over de doden en gewonden en het samenstellen van gegevens vanuit historisch oogpunt kwamen er tijdens de oorlog eveneens bij.
| Positie                         | 1862 | 1863 | 1864 | 1865 |
| ------------------------------- | ---- | ---- | ---- | ---- |
| Surgeon General (BG)            | 1    | 1    | 1    | 1    |
| Assistant Surgeon General (KOL) | 1    | 1    | 1    | 1    |
| Medical Inspector General (KOL) | 1    | 1    | 1    | 1    |
| Medical Inspector (LTK)         | 8    | 16   | 16   | 16   |
| Surgeon (MAJ)                   | 50   | 50   | 50   | 50   |
| Assistant Surgeon (KPT)         | 14   | 5    | 3    |      |
| Assistant Surgeon (1LT)         | 100  | 109  | 111  | 114  |
| Medical Storekeeper             | 6    | 6    | 6    | 6    |
| Medical Cadet                   | 70   | 70   | 70   | 70   |
| Hospital Steward                | 201  | 471  | 650  | 931  |

In april 1861 was het AMD het grootste departement binnen het beroepsleger met een Surgeon General (met de rang van kolonel), dertig surgeons, 83 assistant surgeons en 59 Hospital stewards of verplegers. Dit aantal was reeds onvoldoende in vredestijd en dus werd er in mei 1861 tien extra surgeons en 28 assistant surgeons aangesteld. In augustus keurde het congres de benoeming van 50 medische kadetten goed die al enige medische kennis hadden. Ze hadden dezelfde rang als een kadet van West Point en werden ingezet als assistenten bij de ambulance dienst en in ziekenhuizen.
In april 1862 keurde het congres een nieuwe herstructurering goed van het AMD. De surgeon general werd bevorderd tot brigadegeneraal en het departement werd verder uitgebreid. Een controversiële beslissing binnen deze herstructurering was het inzetten van medische inspecteurs die door Stanton benoemd werden vanuit  "politiek" oogpunt. Ze hadden als taak om alle sanitaire omstandigheden van het leger te inspecteren. Dit hield in om de barakken, kampen, hospitalen en verschillende transportmiddelen te inspecteren. Later zou daar nog het uitgeven van medische ontslagdocumenten bijkomen. De surgeon general mocht zoveel verplegers aanwerven zoals hij nodig achtte en er werden zes apothekers aangeworven.
Naaste het relatief kleine aantal beroepssoldaten binnen het AMD werden er ook 546 surgeons en assistenten werkzaam bij de vrijwilligersregimenten die benoemd werden door de president. Ook waren er 5.532 burgers met een contract werkzaam in ziekenhuizen en als assistant surgeons. Een klein aantal medische officieren uit het Veteran Reserve Corps en enkele duizenden surgeons en assistants waren ook werkzaam op regimentsniveau na benoeming door de respectievelijke gouverneurs van die staten. Daarenboven werden er nog enkele duizenden burgers tewerkgesteld door het AMD als verpleegsters, arbeiders, administratief personeel en helpers in ziekenhuizen.
Door de chaos na de Eerste Slag bij Bull Run; waarbij er geen coördinatie was tussen veldhospitalen en de ambulancediensten, waarbij dokters weigerden om soldaten van andere regimenten te helpen en waar ambulanciers vluchtten of de gewonden van hun eigendommen beroofden; kwamen de tekortkomingen van de AMD naar boven. Het conservatieve leiderschap werd snel vervangen door een progressievere leiding die snel de nodige hervormingen doorvoerde. Tegen het einde van de oorlog had het AMD een efficiënte methode uitgewerkt om de doden en gewonden te evacueren naar de veldhospitalen en de gewone ziekenhuizen. Hadden ze laboratoria opgericht om medicijnen te testen. En was er een transparante bevoorradingsketting opgericht en een sterke toename van gekwalificeerd personeel doorgevoerd.
Voor andere uitdagingen werd er minder snel vooruitgang geboekt. Hoewel de sensibilisering voor algemene lichaamshygiëne bepaalde ziektes verminderde en chloroform hielp bij operaties, was het ontbreken van asepsis en kennis omtrent virussen de oorzaak van shock, infecties en veel onnodige doden. psychologische trauma's werden vrijwel genegeerd en het dieet was vaak onvoldoende om een soldaat gezond te houden. Het AMD diende samen te werken met het departement generaal van de kwartiermeester voor transport en rantsoenen, maar deze samenwerking werd door rivaliteiten tussen de departementen vaak bemoeilijkt. Toch probeerde het AMD er alles aan te doen de problemen aan te pakken.
Leiding
De Surgeon generaal bij het begin van het conflict was kolonel Thomas Lawson. Hij was 97 jaar oud en stervende. Zijn taken werden uitgevoerd door majoor Robert C. Wood. Toen Lawson in mei 1861 overleed, werd hij opgevolgd door Clement Finley. Hij had eveneens reeds een respectabele leeftijd en werd door velen als een levend fossiel beschouwd. Finley reageerde traag op de uitdagingen van de oorlog en was faliekant tegen het inzetten van verpleegsters. Hij werd verplicht met pensioen gestuurd door Stanton in april 1862. Finley werd opgevolgd door William A. Hammond. Hij reorganiseerde het AMD, gooide onnodige procedures overboord en bevorderde competente jonge mannen tot invloedrijke posities. Zijn eigengereid karakter botste ook met de visies van de minister van oorlog Stanton. Hammond werd in september 1863 op een lange inspectieronde gestuurd naar het westelijke front. Joseph Barnes werd waarnemend hoofd  van het departement. In augustus 1864 werd Hammond gearresteerd, veroordeeld door de krijgsraad en ontslagen. Barnes nam officieel zijn plaats in. Hij zette de hervormingen van Hammond verder en zou tot na de oorlog in functie blijven.

### Ordnance Department
Het Ordnance Departement(ORDD) of het departement voor munitie en wapens had als hoofdtaak het ontwikkelen, aankopen, opslaan, verdelen en herstellen van alle mogelijke wapens die gebruikt werden in het leger en de onderdelen om wapens of munitie op te slaan of te vervoeren zoals affuiten en munitiekisten en alle andere uitrustingsstukken van een soldaat. Tot juni 1861 was het ORDD ook verantwoordelijk voor de aankoop van paarden om de kanonnen te trekken tot deze taak overgenomen werd door het departement van de kwartiermeester-generaal. In het begin van de oorlog had het ORDD de grootste moeite om het snel groeiend leger voldoende uit te rusten mede door het verlies van verschillende arsenalen en militaire depots. Uiteindelijk slaagde het ORDD erin om duizenden kanonnen en miljoenen vuurwapens te verdelen in het Noordelijke leger.
Bij het begin van de Amerikaanse Burgeroorlog telde het Ordnance Departement een diensthoofd, veertig officieren (waarvan velen de arsenalen en depots bestuurden), vijftien zogenaamde storekeepers; zeventig ordnance sergeants en vierhonderd soldaten, veelal met technische vaardigheden. Er waren ook vele honderden burgers in dienst die werkten in de administratie, als technici en ploegbazen. Er waren ook zogenaamde artificiers in dienst om de verschillende wapens te onderhouden in hun regiment.
Al in vredestijd was de sterkte van het ORDD onvoldoende. Om de arsenalen en de depots volledig te bemannen waren er al 56 officieren nodig. Deze tekorten zouden pijnlijk duidelijk worden bij het begin van de oorlog. In augustus 1861 verhoogde het congres het effectief naar 45 officieren of het departementshoofd (chief of Ordnance), twee kolonels, twee luitenant-kolonels, vier majoors, twaalf kapiteins, twaalf eerste luitenants en twaalf tweede luitenants. Dit was nog altijd onvoldoende en in maart 1863 werd een extra luitenant-kolonel, twee majoors, acht kapiteins en acht eerste luitenants toegevoegd. Dit bracht de sterkte op 64 officieren. Dit zou tijdens de oorlog niet meer veranderen. Ook het aantal Ordnance-sergeants en reguliere soldaten steeg stelselmatig tot het in 1865 respectievelijk 163 en 560 manschappen telde. Het aantal burgers in dienst steeg ook.
In het veldleger koos ieder regiment een ordnance officier (meestal een luitenant) die werd bijgestaan door een ordnance sergeant. Ze zagen toe op de aanschaf en verdeling van wapens en beheerden het munitie. In brigades of grotere eenheden was er telkens een ordnance officier met dezelfde taken en verantwoordelijkheden. In tegenstelling tot de andere departementen waren er enkel beroepsofficieren werkzaam in het ORDD.
Het ORDD beheerde een aantal arsenalen en militaire depots waar het merendeel van de wapens, munitie en andere uitrustingsstukken gemaakt en opgeslagen werden. Een aantal vielen in het begin van de oorlog in Zuidelijke handen, maar er werden snel nieuwe gebouwd of de bestaande werden uitgebreid. In 1863 werkten er soms tot tweeduizend burgers in de grootste arsenalen. Veel waren vrouwen en kinderen. Enerzijds omdat ze goedkoper waren dan mannen en anderzijds omdat hun kleinere handen beter geschikt waren om patronen te maken. Ontploffingen tijdens dit gevaarlijk werk kwamen soms voor. De grootste was de ontploffing in het arsenaal van Allegehny waarbij 78 slachtoffers vielen. 70 van hun waren vrouwen en meisjes.
Het ORDD stond voor een onmogelijke taak bij het begin van de oorlog om het snel groeiend Noordelijke leger van alle wapens en rustingsstukken te voorzien. Deze taak werd nog bemoeilijkt door de acties van minister van oorlog John B. Floyd. In de jaren voor de oorlog had hij grote wapentransfers goedgekeurd naar de arsenalen in de Zuidelijke staten en had hij veel wapens verkocht aan verschillende Zuidelijke staten. Toen de Zuidelijken verschillende arsenalen en depots in handen kregen en ook de machinerie om wapens te maken in Harper’s Ferry veroverden, kregen ze 159.000 kleine vuurwapens, 429 kanonnen en 4.5 miljoen munitiepatronen in handen. Het ORDD werd gedwongen om deze verliezen te compenseren door private ondernemingen in te schakelen en aankopen te doen bij de Europese landen. Veel van de wapens die door de private ondernemingen gemaakt werden, waren van inferieure kwaliteit of werden tegen veel te hoger prijzen aangekocht. Van de Europse landen kregen ze meestal hun verouderde wapens toegestuurd. Uiteindelijk werd de fraude en corruptie onder controle gebracht en slaagde het ORDD om de productie significant te verhogen om aan de verhoogde vraag tegemoet te komen. Een voorbeeld hiervan is de Springfield Armory waar de productie van 800 musketten per maand voor de oorlog opgetrokken werd naar 24.000 musketten en geweren per maand tegen januari 1863.
Een vaak voorkomend probleem die het ORDD had was de druk die congresleden, de publieke opinie een zelfs de president uitoefende om snel nieuwe technologieën in productie te nemen. Voorbeelden hiervan zijn de achterladers en de repeteergeweer zoals de Spencer en Henry geweer. Het departement wou eerst de nieuwe geweren grondig testen en bekijken hoe de productie zo efficiënt mogelijk kon aangepast worden om andere producties niet in gevaar te brengen. Er werd een beperkt aantal aangekocht en verdeeld om te bepalen welk geweer als standaard in productie zou genomen kunnen worden.
Na de oorlog kreeg het ORDD zware kritiek wegens hun conservatieve houding naar nieuwe technologie toe. Toch slaagde het ORDD erin om het Noordelijke leger voldoende uit te rusten. De federale arsenalen produceerden 7.892 kanonnen, 6 miljoen granaten en 3 miljoen kg kartetsen. Er werden 4 miljoen vuurwapens en een miljard kogels geproduceerd. Daarnaast werd ook 13.000 ton buskruit, 45.000 ton lood en 3 miljoen volledige sets met rustingsstukken geproduceerd.
Leiderschap
Sinds 1851 was Henry K. Craig de Chief of Ordnance. Craig kreeg veel kritiek te verduren voor de “slechte” toestand van de arsenalen en depots. Hij koos ervoor om de bestaande productie op te voeren en het tegengaan van de corruptie en fraude in plaats van hals over kop het in productie nemen van nieuwe wapens zonder het grondig te testen. Hierdoor maakte hij veel vijanden. Hij werd vervangen op 23 april 1861 door James Wolfe Ripley. Ook Ripley boog niet voor de druk van private ondernemingen of congresleden om de achterladers in productie te nemen. Ook hij werd ontslagen en op 15 september 1863 vervangen door George D. Ramsay. Hij was een grote voorstander van nieuwe wapens maar had niet doortastendheid om veranderingen door te voeren. Stanton stuurde kapitein George T. Balch om de nodige beslissingen te nemen als assistent van Ramsay. Ook Ramsay werd weggestuurd en op 12 september 1864 vervangen door Alexander Brydie Dyer. Hij zou op post blijven tot het einde van de oorlog. Hoewel hij meer enthousiasme vertoonde voor de nieuwe wapens, werkte hij de private ondernemers nog altijd evenveel tegen als zijn voorgangers. Door zijn organisatorische kwaliteiten bleef hij in de gratie bij Stanton.

### Pay Department
Het Pay Departement of het departement voor de financiën was verantwoordelijk voor de boekhouding, het beheren van het geld van het leger, het uitbetalen van de lonen  en toelages. Het departement was echter niet verantwoordelijk voor contracten en de hiermee gepaard gaande betalingen voor de andere departementen. Officieren en soldaten kregen om de twee maand hun loon uitbetaald. Door allerhande problemen kon de uitbetaling op zich laten wachten waarbij de vertraging soms tot 8 maanden kon oplopen.
De Paymaster general stond aan het hoofd van het departement en had de rang van kolonel. Hij had twee assistenten met de rang van luitenant-kolonel en 25 paymasters met de rang van majoor. Er werkten een klein aantal burgers voor de administratie. Reguliere soldaten werkten niet voor het Pay departement. Het baar geld ontving de paymaster general rechtstreeks van het Unites States Departement of the Treasury  en werd daarna verdeeld naar de verschillende paymasters of een hoofdkwartier van een veldleger. Dit geld werd dan onder zware bewaking verdeeld onder de officieren en soldaten door de paymasters. Door het groeiende leger werden er meer paymasters aangesteld. In 1864 waren ze met zo’n 155 officieren.
De snelle groei van het leger zorgde voor de nodige uitdagingen. Het aantal soldaten was 50 keer groter geworden. Daarenboven waren gewonde en zieke soldaten moeilijker te lokaliseren omdat ze gescheiden werden van hun eenheid. Hoewel er regelmatig vertragingen optraden, was de situatie nooit zo erg dat er muiterijen uitbraken. Tijdens de oorlog verdeelde het Pay Departement 1.029.239.000 dollar waarvan 541.000 dollar verloren ging door verduistering of andere oorzaken.
Leiderschap
Bij het uitbreken van de oorlog stond kolonel Benjamin F. Larned aan het hoofd van het Pay Departement. Hij werd tijdelijk ontslagen van zijn verantwoordelijkheden in juli 1862 door ziekte en zou enkel maanden later overlijden. Van juli tot december was majoor Cary H. Fry waarnemend hoofd tot Timothy Andrews benoemd werd. In november 1864 ging Fry met pensioen en werd opgevolgd door Benjamin Brice. Zowel Andrews als Brice drongen erop aan om de rang van brigadegeneraal toe te kennen aan de Paymaster general. En dit omdat hun verantwoordelijkheden exponentieel meegroeide met de omvang van het leger. Maar hun pleidooi werd genegeerd.

### Provost Marshal General's Bureau
The Provost Marshal General's Bureau of PMGB werd opgericht om deserteurs op te sporen, voor contraspionage en het recupereren van gestolen eigendommen van de staat. Het werd opgericht in september 1862 als onderdeel van het AGD maar werd na de Conscription Act van 3 maart 1863 in mei 1863 een zelfstandig departement. Het kreeg ook de verantwoordelijkheid voor de administratie omtrent de dienstplicht. In april kreeg het de verantwoordelijkheid voor het Veterane Reserve Corps erbij. En een maand later werden de dienst verantwoordelijk voor de rekrutering van blanke vrijwilligers. Deze tijdelijke organisatie werd formeel opgegeven in augustus 1866 waarbij de taken en verantwoordelijkheden opnieuw deel uitmaakten van de AGD.
Oorspronkelijk kende de provost marshal general (PMG) slechts één officier. Er zouden al snel veertien extra officieren toegevoegd worden aan het PMG. Daarnaast werden officieren uit het beroeps-en vrijwilligersleger en het vetererankorps toegevoegd om verschillende bijkomende taken uit te voeren. Elk administratief district telde een provoost maarschalk die deel uitmaakte van de "board of enrollment" of lokale rekruteringsdienst. Deze board telde twee andere personen waarvan één een dokter was. Ze waren verantwoordelijk voor de lokale rekrutering van dienstplichtigen. Soms werd een rekruteringsofficier benoemt per sub district zoals een stad. Er werden speciale agenten ingezet om deserteurs  op te sporen. Zowel een provoost maarschalk als de speciale agenten hadden de macht om deserteurs en achterblijvers te arresteren en terug te sturen naar de dichtstbijzijnde militaire eenheid. In november 1864 was het PMGB uitgegroeid tot 4.716 officieren en medewerkers.
Het PMGB was bijzonder efficiënt in zijn taak om nieuwe manschappen te rekruteren voor het leger. Ze slaagden erin om meer dan 1.000.000 manschappen onder de wapens te brengen voor het Union army. Ze vonden en arresteerden ook 76.500 deserteurs.
Leiderschap
Bij aanvang stond het AGD onder leiding van kolonel Simeon Draper. Hij bleef op post tussen oktober 1862 en maart 1863. Toen het departement volledig onafhankelijk werd, werd Draper vervangen door James Barnet Fry die aan het hoofd bleef tot het departement ontbonden werd.

### Quartermaster's Department
Het Quartermaster's Department (QMD) of het departement van de kwartiermeester was het belangrijkste en meest omvangrijke departement in het Noordelijke leger.  Het GMD was verantwoordelijk voor de aankoop, opslag en verdeling van alle voorraden die een leger nodig had en die niet onder de verantwoordelijkheid vielen van andere departementen. Dit omvatte rustingstukken zoals kledij, tenten, kookgerei, enz; paarden, muilezels en hun voeder; brandstof; transportmiddelen zoals karren en een mobiele smid. Een andere taak van het QMD was het aankopen, bouwen en onderhouden van militaire infrastructuur zoals barakken, ziekenhuizen, scheepswerven en opslagplaatsen; het huren, aankopen en onderhouden van alle schepen die zowel gebruikt werden op de rivieren als op zee; het onderhoud van alle militaire spoorweginfrastructuur(United States Military Railroad); het bouwen en onderhouden van militaire telegrafielijnen (U.S. Military Telegraph Corps); het bergen van de doden en het regelen van hun begrafenis en het onderhoud van de  nationale begraafplaatsen en alle onkosten die gemaakt werden bij militaire verplaatsingen en operaties die niet onder de verantwoordelijkheid vielen van andere departementen.
Bij het begin van de oorlog bestond de onderbemande QMD uit slechts 37 officieren, 7 militaire storekeepers (of stockbeheerders) en 13 bedienden van niet militaire oorsprong. Een maand later keurde het Amerikaans congres een wet goed waarbij het aantal officieren verhoogd werd naar 49 en enkele maanden later op 76 gebracht werd. De kwatiermeester generaal (brigadegeneraal) kreeg een assistent met de rang van kolonel en enkele deputy kwartiermeesters generaal met de rang van kolonel erbij. Ook werden er kwartiermeesters met de rang van majoor en assistente kwartiermeesters met de rang van kapitein aangesteld. Hoewel het kader een grote toename kende, was dit nog altijd onvoldoende om alle taken naar behoren te kunnen uitvoeren. Daarom werden meer dan 900 assistent kwartiermeesters gerekruteerd of werden officieren uit het beroepsleger of vrijwilligersleger tijdelijk aangesteld als kwartiermeesters tijdens de oorlog. 
Het congres keurde ook een wet goed om het aantal storekeepers te verhogen naar 12 en een groot aantal klerken en ander burgerpersoneel (waaronder ook vrouwen) aan  te werven voor de administratie. Tegen het eind van de oorlog was hun aantal gegroeid tot 600.
Officieren van het QMD werden benoemd tot bevelhebbers van de verschillende depots en opslagplaatsen of toegevoegd aan de staf van verschillende veldeenheden. Regimenten hadden hun eigen kwartiermeesters die gekozen werden uit de eigen rangen van officieren en onderofficieren. De bevelhebbers van de depots waren verantwoordelijk voor het aankopen, opslaan en verdelen van de voorraden en de fondsen voor het transport en andere diensten. Veel zaken werden in eigen beheer gemaakt of aangekocht bij de lokale neringen. Tijdens de eerste drie jaar van de oorlog waren de officieren zelf verantwoordelijk voor deze contracten. Vanaf juli 1864 werd dit beheer gecentraliseerd bij het hoofdkwartier van de QMG. Na goedkeuring door de kwartiermeester werden de voorraden of benodigdheden naar vooruitgeschoven (spoorweg)depots gestuurd. Daar werden de voorraden door de lokale kwartiermeester opgehaald en verder verdeeld.
De hoofddepots van het QMD lagen in Cincinnati, Milwaukee, New York, Philadelphia, Quincy (Illinois) Quincy, Steubenville, St. Louis en Washington D.C.. Andere grote depots lagen in Baltimore, Chicago, Louisville, New Orleans en  San Francisco. New York, Philadelphia en Washington waren de hoofddepots voor het oostelijke front en Cincinnati, St Louis en Louisville bevoorraadden het westelijke front. Er werden tijdens de oorlog ook veel tijdelijke depots ingericht zoals Alexandria, Fort Monroe, City Point en Nashville die soms even groot werden als de hoofddepots. Hoewel deze depots verantwoordelijk waren voor de bevoorrading van duizenden soldaten en er miljoenen dollars passeerden waren de bevelhebbers meestal slechts kapitein. In juli 1864 keurde het congres een wet goed waarin de bevelhebbers van depots ofwel de rang van kolonel kregen ofwel de rang van gebrevetteerd brigadegeneraal ontvingen voor de periode dat ze verbonden bleven aan hun depot.
Tijdens de eerste maanden van de oorlog had het QMD het zeer moeilijk om het sterk groeiend leger van kledij, rustingsstukken en transport te voorzien. Fraude, politieke bemoeienissen en corruptie maakte hun taak er niet gemakkelijker op. Onder het krachtdadige leiderschap van kwartiermeester generaal Meigs en nieuwe wetgeving werd corruptie snel onder controle gebracht. De meeste kwartiermeesters voerden hun taken op een professionele en efficiënte manier uit. Justus McKinstry was hierop een beruchte uitzondering. Hun professionalisme werd sterk bevorderd omdat een kwartiermeester zich persoonlijk borg diende te stellen ter waarde van 10.000 dollar via een Obligatie. De uitzondering op deze regel was in geval de voorraden vernietigd werden door natuurlijke oorzaak of indien ze in vijandelijke handen vielen. Hoewel er de onvermijdelijke fouten gebeurden werd het Noordelijke leger goed bevoorraad door het QMD. Hoewel de schaal veel groter was dan voor de oorlog slaagde het QMD erin om via goede planning, competente officieren en het onmiddellijk inzetten van nieuwe technologieën zoals treinen en stoomboten het Noordelijke leger op operationeel en strategisch vlak tijdig van alle voorraden te voorzien.
Van de 1,8 miljard dollar die de overheid spendeerde tijdens de oorlog werd meer dan 1 miljard daarvan door het QMD beheerd en verdeeld. Het QMD kocht, beheerde en verdeelde tijdens de oorlog meer van 1 miljoen paarden; 1 miljoen muilezels; verplaatste meer dan 1,2 miljoen soldaten per spoor; transporteerde via 590 schepen met een gezamenlijk tonnage van 190.000 ton 1,6 miljoen ton kolen, 500.000 cords hout, 22 miljoen bushel graan, 78 miljoen bushel haver, 1,5 miljoen ton hooi en 21.000 ton stro en ander voer; meer dan 23 miljoen dollar werd gespendeerd om gebouwen te huren, te bouwen en te onderhouden voor militair gebruik en er werden 51.000 karren en 5.300 ambulances ingezet.
Leiderschap
Bij het begin van de oorlog was de kwartiermeester generaal Joseph E. Johnston. Hij nam op 22 april 1861 ontslag om zich bij de Confederate States Army aan te sluiten. Majoor Ebenezer S. Sibly nam de honours waar tot Montgomery C. Meigs aangesteld werd op 13 juni 1861. Meigs werd als een organisatorisch genie beschouwd. Hij slaagde erin om de QMD uit te breiden om de stijgende vraag aan te kunnen en zou het QMD omvormen tot een goed geoliede machine. Meigs schuwde het veldwerk niet en was instrumentaal om vanaf augustus 1863 tot januari 1864 de logistieke problemen en uitdagingen zelf aan te pakken aan het westelijke front. Tijdens zijn afwezigheid diende kolonel Charles Thomas als plaatsvervanger in Washington.

### Signal Corps
De oprichting van het Signal Corps was het werk van Albert James Myer, een legerdokter die een systeem van militaire seingeving had uitgewerkt op basis van gebarentaal. Dit systeem kende men als Wigwag. Myer kreeg een aanstelling als majoor en nam de leiding op zich van het Signal Corps vanaf 27 juni 1861. Hij was de eerste en lange tijd het enige officiële lid en officier van het korps. Tijdens de oorlog werden er officieren en soldaten naar Fort Monroe gestuurd voor een opleiding. Deze deelden op hun beurt hun kennis met andere manschappen. Myer lobbyde om het Signal Corps een permanent en formeel karakter te verlenen. Dit werd op 3 maart 1863 ook geformaliseerd door het Amerikaanse Congres. Door een dispuut over wie de verantwoordelijk droeg over de kabeltelegrafie tussen het Signal Corps en de U.S. Military Telegraph Corps werd Myer vervangen door majoor William Nicodemus in november 1863. Nicodemus werd na een informatielek op zijn beurt vervangen door kolonel Benjamin Fisher. Fisher bleef aan het hoofd staan tot het einde van de oorlog. Het Signal Corps had zijn nut bewezen om de acties te coördineren tussen de verschillende eenheden en leger van het Noordelijke leger. Als dank en erkenning werd Myers opnieuw benoemd door het congres in 1866.

### Subsistence Department
De opdracht  van het Subsistence Departement of het departement voor de voedselvoorziening was het aankopen, opslaan en verdelen van rantsoenen voor de soldaten. Het was het kleinste departement die iets te maken had met bevoorrading. Hoewel het leger zou uitgroeien tot meer dan 1 miljoen soldaten bleef dit departement ongeveer even groot. Toch slaagde het erin om zijn taak met glans uit te voeren. President Lincoln zou de opmerking gegeven hebben dat " we bijna nooit iets van je departement horen. Het is net als een goed doorvoede maag. Het werkt zeer goed en we zijn er ons niet bewust van."
Bij het begin van de oorlog stond het departement onder leiding van een commisary general of Subsistence (CGS) met de rang van kolonel. Zijn assistent had de rang van luitenant-kolonel. Daarnaast telde het departement ook nog tien commissaries of subsistence (CS) waarvan twee de rang van majoor hadden en de rest kapiteins waren. Als ze niet werkzaam waren in het hoofdkantoor in Washington, stonden ze aan het hoofd van een depot of aankoopdienst of maakten ze deel uit van een staf in een militair departement. Er waren geen reguliere soldaten werkzaam bij het departement. Alles functies op regimentsniveau werd door leden van dat regiment ingevuld. Een kleine staf van arbeiders en administratief personeel vervolledigde de dienst.
Om de noden van het snel groeiende Noordelijke leger tegemoet te komen, keurde het Amerikaanse congres in juli 1861 een wet goed waarbij iedere brigade een CS toegewezen kreeg met de rang van kapitein. In augustus 1861 werd het departement uitgebreid met 12 extra officieren waaronder vier majoors en acht kapiteins. Toen een jaar later het korpsniveau officieel werd ingevoerd in het Noordelijke leger kreeg ieder korps een CS toegevoegd met de rang van luitenant-kolonel. In februari 1863 werd het departement verder uitgebreid. De CGS werd gepromoveerd tot brigadegeneraal. Er werd een tweede assistent aangesteld met de rang van kolonel en twee extra majoors werden toegevoegd aan het departement. Uiteindelijke keurde het congres in maart 1865 de aanstelling goed waarbij ieder veldleger, militair departement en divisie en depot een CS toegewezen kreeg met de rang van kolonel. Washington er kreeg een assistent CS bij met de rang van kolonel. Zes CS met de rang van luitenant-kolonel werden uitgestuurd als inspecteurs of kregen speciale taken toegewezen. Ieder korps kreeg een CS toegewezen met de rang van kolonel en iedere divisie kreeg een CS met de rang van majoor. De CS in de eenheden te velde werd voornamelijk ingevuld door officieren van de vrijwilligers of beroepsofficieren die deze taak toegewezen kregen. Tegen het einde van de oorlog waren 535 commissarissen met vrijwilligersstatuut werkzaam bij het deparment.
De belangrijkste depots en aankoopdiensten lagen in Baltimore, Boston, Chicago, Cincinnati, Louisville, Philadelphia, St. Louis, San Francisco en Washington D.C. De depots kregen bestellingen in bulk aangeleverd. De administratieve krachten en arbeiders zorgden dan voor de herverdeling naar de legers toe. Het transport van de rantsoenen werd verzorgd door het departement van de kwartiermeester. Hiervoor was een hechte samenwerking nodig tussen beide departementen. Door het verschuiven van de fronten werden tijdens de oorlog bijkomende hoofddepots uitgebouwd in Alexandria, Virginia, Louisville and Washington. Er werd ook een efficiënt systeem uitgebouwd van tijdelijke depots en vooruitgeschoven depots.
Het succes van het departement werd onderkend door de minister van oorlog Stanton die in 1865 toen hij opmerkte dat de oorlog en de militaire operaties gewonnen konden worden dankzij het efficiënte werk van de CGS en zijn departement. Tussen 1 juli 1861 en 30 juni 1865 kocht het departement voor 361 miljoen dollar eten aan. Het behelsde 504 miljoen pond brood, 223 miljoen pond bacon, 200 miljoen pond bruine suiker, 106 miljoen pond vers rundsvlees, 64 miljoen pond geroosterde koffiebonen en 322.000 stuks vee.
Leiderschap
Bij het begin van de oorlog stond George Gibson aan het hoofd van het departement. Hij was al in dienst sinds het begin van het departement toen het in april 1818 opgericht werd. Hij was verantwoordelijk voor uitwerken van de aankoop- en verdelingsprocedures. Toen hij op 29 september 1861 overleed, werd hij opgevolgd door zijn assistent Joseph Pannel Taylor. Hij bleef op post tot aan zijn dood op 29 juni 1864. Zijn opvolger was Amos Beebe Eaton die deze functie uitoefende tot het einde van de oorlog.

## Militaire tactieken
De militaire tactieken van het Union Army en hun tegenstander was gebaseerd op de vroeg moderne militaire tradities opgebouwd rond de musket. Soldaten marcheerden schouder-aan-schouder in linie- of colonneformatie tot op een 100 meter van de tegenstander waarna ze een salvo afvuurden op de vijandelijke stellingen. De grootste verandering was de ontwikkeling van de getrokken musket of rifled musket die een bereik had van 500 meter. Dit leidde tot nieuwe theorieën waarbij de defensieve positie de voorkeur kreeg boven de linie en colonne formaties. Toch zouden de gevechtshandelingen en formaties vrijwel onveranderd blijven tijdens de Amerikaanse Burgeroorlog.
Als voorbereiding tot de aanval vuurde eerst de veldartillerie en werden er tirailleurs naar voor gestuurd. Indien mogelijk werd een aanval op de flanken uitgevoerd, maar indien nodig werd een frontale aanval niet uitgesloten. Opeenvolgende linies van infanterie rukten in wandeltempo naar voren tot op 1
00 meter van de vijandelijke linies. Daar vuurden ze een salvo af en stormden daarna op de vijand af. Indien de aanval slaagde kon de eerste linie zich hergroeperen terwijl de volgende linies voorbijkwamen. Indien ze vast kwamen te zitten of zich moesten terugtrekken, konden de volgende linies de aanval alsnog versterken of verderzetten. Meestal rukten de soldaten tot op een afstand van 100 meter op en vuurden tot hun munitie op was of de vijand op de vlucht sloeg na een bajonetaanval.
Veldschansen werden veelvuldig gebruikt. Zelfs als er geen belegering plaatsvond werden defensieve stellingen uitgebouwd indien de tijd en omstandigheden het toelieten. Schuttersputten, stellingen gemaakt met houten staken of ijzerdraad, landmijnen en palissades zijn maar enkele voorbeelden. l-Loopgraven werden aangelegd door slaven of zwarte arbeiders. Indien er geen fortificaties voorhanden waren of konden aangelegd worden, werd veel gebruikt gemaakt van reeds aanwezige constructies zoals een stenen muur, holle wegen of natuurlijke elementen zoals een beek of rivier. De ondersteunende linies werden achter de frontlinie geplaatst en dienden ook als reservetroepen. Ondersteunende artillerie probeerde de vijandelijke kanonnen uit te schakelen terwijl de tirailleurs de infanterie bestookten. Wanneer de vijand dicht genoeg was opende de verdedigende infanterie het vuur en voerden indien nodig een tegenaanval uit.
De Noordelijke cavalerie werd zelden ingezet tijdens de eerste jaren van de oorlog. Ze voerden voornamelijk verkenningsmissies uit of korte aanvallen op vijandelijke gebied. Ze werden ook ingezet om voedsel te zoeken. Ze waren vrijwel altijd in de minderheid tegenover hun Zuidelijke tegenstander. Onder energieke leiders zoals Philip Sheridan werd de Noordelijke cavalerie een zelfstandige legeronderdeel met een eigen tactiek die aangepast was aan de gevechtsomstandigheden. Zware cavalerie om de vijand en masse te bestormen werd niet gebruikt tijdens dit conflict. Een cavalerie-eenheid liet een deel van zijn ruiters te paard die het ander deel ondersteunde terwijl zij te voet een vuurgevecht aangingen met de vijand. Het wijdverbreid gebruikt van revolvers gaf de Noordelijke cavalerie een groot voordeel. Zeker toen ze verschillende keren konden vuren terwijl ze in beweging bleven. Indien het vuurgevecht niet het beoogde doel bereikte, konden de cavaleristen te voet obstakels opruimen om hun bereden collega's de kans te geven om een charge uit te voeren met revolvers en sabels. Dankzij hun paarden hadden ze een grotere bewegelijkheid en konden ze, indien nodig, verschillende aanvallen uitvoeren om hun vijand af te matten en uit te schakelen.

## Desertie en oproer tegen de dienstplicht

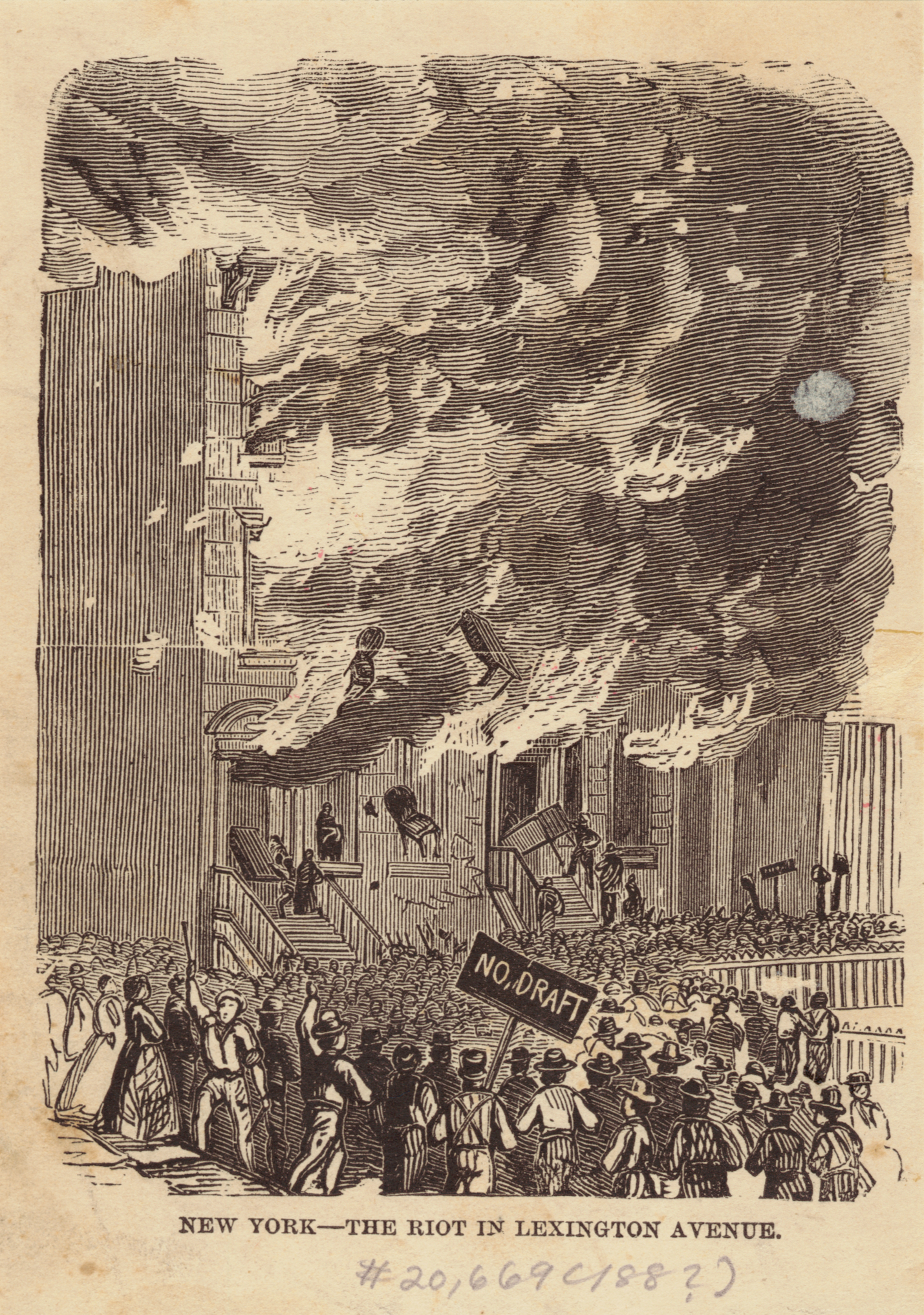
Oproerlingen tijdens steken een gebouw in brand tijdens de anti-dienstplichtoproer in New York in 1863

Desertie was een groot probleem bij de beide strijdende partijen. De dagelijkse ontberingen, lange marsen, honger, dorst, ondraaglijke hitte of bittere kou, ziekte, achterstallig loon, eenzaamheid en lange periodes van niets doen, oorlogsmoeheid, niet competente bevelhebbers en (vooral in het begin bij de Noordelijken) nederlagen waren de oorzaken van de vele deserties.
In 1861 en 1862, toen het Noordelijke leger nederlaag na nederlaag onderging waren en meer dan 180.000 deserteurs. In 1863 en 1864 waren er zelfs tot 200 deserteurs per dag of ongeveer 150.000 voor beide jaren. Tijdens de Amerikaanse burgeroorlog verloor het Noordelijke leger dus meer dan 350.000 soldaten aan desertie of ongeveer 15% van de totale sterkte. Officiële cijfers houden het aantal op 200.000 soldaten. Officieel was je een deserteur na dertig dagen afwezigheid. Sommigen kwamen terug naar hun eenheid binnen deze periode. Ook vermiste soldaten werden soms verkeerdelijk als deserteurs geklasseerd. Een exact cijfer is dus moeilijk te geven. De meeste moderne historici schatten het aantal deserteurs op 9 tot 12 % van de totale gevechtssterkte. Eén op de drie deserteurs keerden terug naar hun regiment op vrijwillige basis of werden terug gestuurd na arrestatie. Veel deserteurs waren zogenaamde Bounty jumpers. Deze namen dienst in één regiment waar ze hun premie kregen voor de indienstreding. Daarna deserteerden ze om zich opnieuw aan te melden bij een ander regiment om ook daar het geld op te strijken. Indien ze niet betrapt en geëxecuteerd werden, kon dit een zeer winstgevend zijn.
De Ierse immigranten waren de belangrijkste deelnemers aan de Dienstplichtrellen in New York in 1863. Op instigatie van Democratische politici toonden veel Ieren zich sterke voorstanders van verschillende Zuidelijke doelstellingen voor de oorlog begon. Ze waren tegen de afschaffing van de slavernij omdat ze vreesden dat deze goedkope  arbeidskrachten hun jobs en huizen zouden afnemen. Ze waren ook geen voorstander van de dienstplicht omdat de rijken hun plaats konden afkopen. Ze organiseerden zich in clubs om genoeg geld in te zamelen om ook de dienstplicht te kunnen afkopen. Toen het Amerikaanse congres de conscriptiewetten goedkeurde, braken er in de Noordelijke steden rellen uit. New York werd het zwaarst getroffen. In de zomer van 1863 en voornamelijk in juli na de Slag bij Gettysburg staken een meute van voornamelijk Ierse immigranten verschillende kerken in brand van de Afro-Amerikaanse gemeenschap en huizen van protestantse abolitionisten. De oproerlingen slaagden er niet in om de kantoren van de pro-Noordelijke New York Tribune te bestormen. Toen de Noordelijken hun overwinning geboekt hadden bij Gettysburg werd het leger naar New York gestuurd om het oproer neer te slaan. Volgens schattingen vielen er meer dan 1.000 doden en gewonden. Er waren ook nog enkele kleinere problemen in de landelijke gebieden van het midwesten en de kustregio van Pennsylvania.